# Aeronautica Militare (Italia)
L'Aeronautica Militare (abbreviata in AM), in ambito internazionale Italian Air Force (abbreviata in ITAF) è, assieme a Esercito Italiano, Marina Militare ed Arma dei Carabinieri, una delle quattro forze armate italiane ed è, in particolare, quella deputata alla difesa dello spazio aereo nazionale.

## Storia

### Le origini

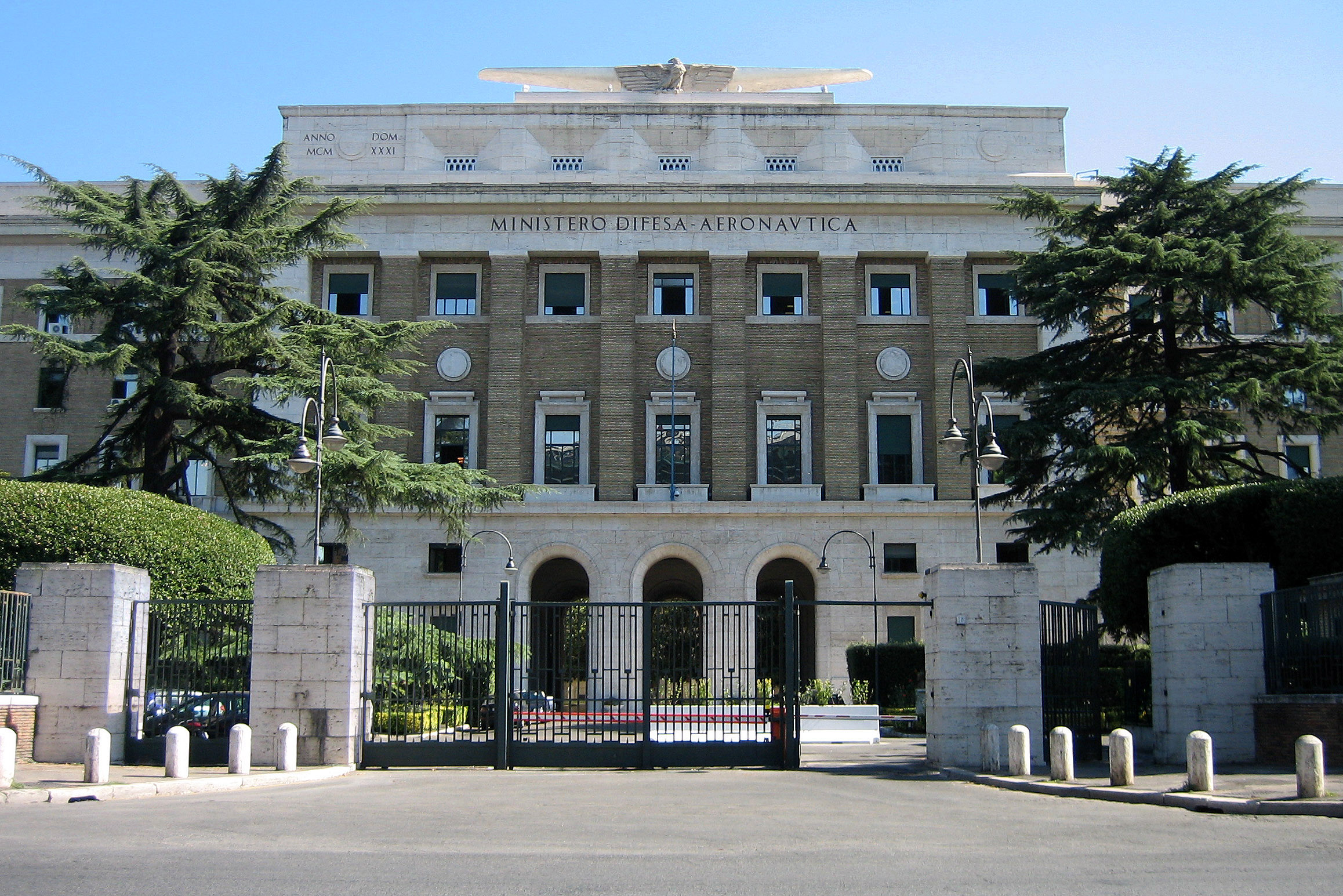
Palazzo dell'Aeronautica a Roma, sede dello Stato maggiore dell'Aeronautica Militare, fu sede del Ministero dell'aeronautica

Dopo l'Unità d'Italia il Ministero della guerra, su iniziativa del tenente del genio Alessandro Pecori Giraldi, autorizzava nel 1884 la costituzione di un Servizio Aeronautico presso il distaccamento di Roma della Brigata Mista del 3º Reggimento genio di Firenze, il reparto si sarebbe occupato degli aerostati da ricognizione. Nel gennaio 1885 il Servizio Aeronautico fu denominato Sezione Aerostatica destinata, tra l'altro, all'uso dei due palloni frenati in dotazione: il Torricelli e l'Africo.
La sezione aeronautica del genio si sarebbe poi espansa negli anni successivi, fino ad assumere la dimensione di un battaglione e successivamente di una brigata. In seguito alla venuta su invito di Wilbur Wright a Roma nel 1909 e delle dimostrazioni che diede delle caratteristiche dell'aeroplano, questi fu adottato e la prima scuola di volo militare fu fondata a Centocelle (Roma) che divenne il primo aeroporto italiano.
Il primo brevetto di pilota venne rilasciato nel settembre 1909 al tenente di vascello Mario Calderara. Lo stesso Calderara, insieme al ten. Umberto Savoja, firmò nel febbraio 1910 il primo contratto con i fratelli Wright per la produzione su licenza, in Italia, di 5 aeromobili che utilizzavano i brevetti detenuti dagli stessi Wright.
Il primo utilizzo operativo delle forze aeree, con l'impiego di 4 aerostati, 2 dirigibili e 28 aerei, avvenne durante la campagna di Libia del 1911-1912.

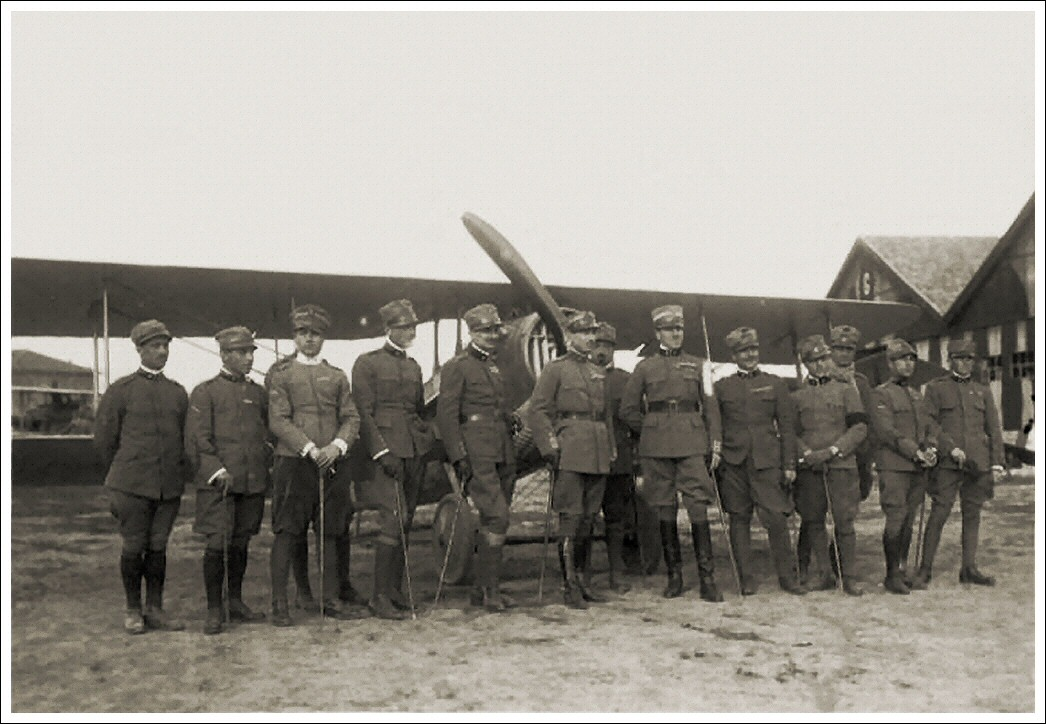
La 91ª Squadriglia aeroplani da caccia. Da sinistra; serg. Mario D'Urso, serg. Gaetano Aliperta, ten. Gastone Novelli, ten. Cesare Magistrini, cap. Bartolomeo Costantini, cap. Fulco Ruffo di Calabria, col. Pier Ruggero Piccio, ten. Guido Keller, magg. Francesco Baracca, ten. Ferruccio Ranza, ten. Mario de Bernardi, ten. Adriano Bacula, serg. Guido Nardini, sott. Eduardo Olivero.

### La prima guerra mondiale

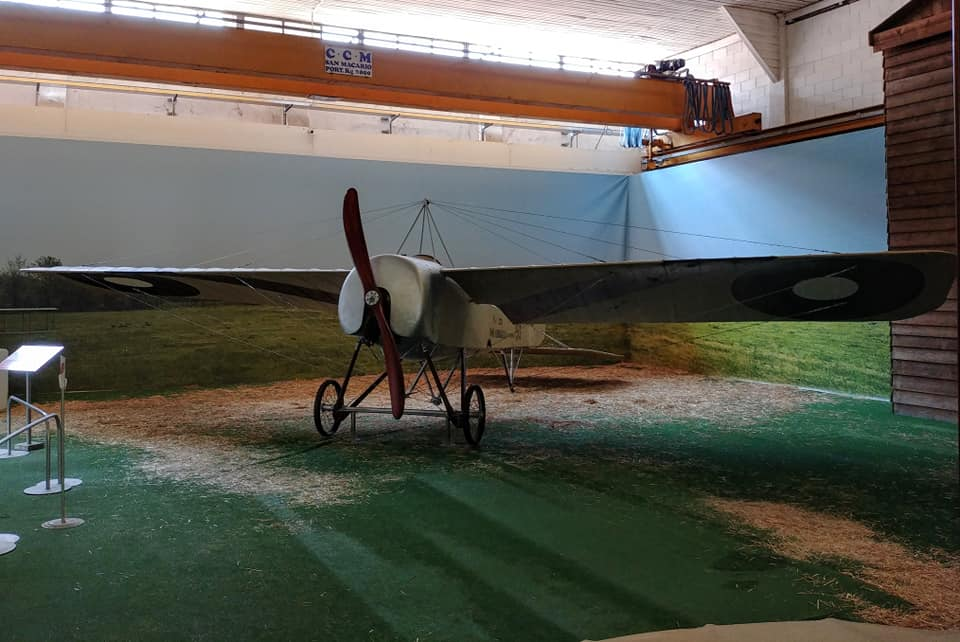
Un Caproni Ca.18 esposto Volandia. Il Ca.18 è stato il primo aereo progettato e costruito in Italia ad equipaggiare una squadriglia.

Il biplano SPAD S.VII appartenuto a Fulco Ruffo di Calabria. Oggi l'aereo è conservato presso il Museo storico dell'Aeronautica Militare di Vigna di Valle

Dopo le prime risultanze positive nell'impiego bellico, in Italia si sviluppò l'armata dell'aria, sotto il controllo dell'esercito, ma non le furono destinate sufficienti risorse economiche e all'entrata in guerra nella prima guerra mondiale nel 1915, le forze aeree italiane disponevano solo di 86 aerei. Le esigenze belliche e la sempre maggiore importanza delle operazioni dal cielo fecero diventare prioritaria la costruzione di nuovi aerei e in pochi anni se ne costruirono circa 12.000, in gran parte dalle officine Caproni.
Le forze aeree si specializzarono in bombardamenti e i raid più importanti avvennero sulle coste del mare Adriatico, nel 1917 a Pola (in quel momento facente parte dell'Impero austro-ungarico) e addirittura sulla capitale dell'Impero, Vienna, dove nel 1918 avvenne un'incursione di 7 aerei guidati da Gabriele d'Annunzio.
Anche la specializzazione aerea dei caccia ebbe una notevole espansione e si cominciarono a conoscere i primi nomi degli assi, come Francesco Baracca e Pier Ruggero Piccio. Nel primo conflitto mondiale l'armata dell'aria dovette pagare un costo notevole in termini di vite umane, poiché morirono quasi 2.000 aviatori.

### La costituzione nel primo dopoguerra
L'importanza dell'aeronautica crebbe sempre più anche dopo la fine del conflitto, fino alla decisione di scorporare l'arma dal Regio Esercito, elevandola a forza armata autonoma come Regia Aeronautica, con l'emanazione del Regio decreto 28 marzo 1923, n. 645.
Il 30 agosto 1925 fu creato il Ministero dell'aeronautica unificando le competenze del commissariato generale per l'aviazione e quelle del Ministero della guerra sulle forze aeree.
Il 1º gennaio 1926 viene istituito lo Stato maggiore dell'Aeronautica con a capo il generale di divisione Pier Ruggero Piccio che divenne, di fatto, il primo capo di Stato maggiore della Regia Aeronautica.
Il fascismo la tenne sempre nella massima importanza e con la nomina nel 1929 di Italo Balbo a ministro dell'aviazione raggiunse la sua massima espansione, presentata dai gerarchi del tempo come un fiore all'occhiello, grazie ai numerosi record conquistati in fatto di lunghi raid (Italia-Brasile e ritorno, Italia-USA e ritorno, ed altri), di velocità media, di velocità massima e di altitudini raggiunte. Il record mondiale di velocità raggiunta con idrovolante con motore a pistoni risale infatti agli anni trenta ad opera appunto del pilota italiano Francesco Agello. Questi il 23 ottobre 1934, su di un idrocorsa Macchi-Castoldi M.C.72 raggiunse la sensazionale velocità di 709,202 km/h.

### La seconda guerra mondiale
Al momento dell'entrata in guerra, la Regia Aeronautica era inferiore alle forze aeree alleate e nemiche sia qualitativamente che quantitativamente, ma nessuno degli esperti osò ammetterlo di fronte al regime.
La guerra civile spagnola, a cui aveva partecipato in forze, aveva illuso i vertici dell'Arma, che con molta superficialità (o per compiacere il duce) attestarono che la maneggevolezza della formula biplana potesse ancora contrastare validamente i moderni monoplani che stavano entrando in servizio nelle altre nazioni. Il concorso della seconda metà degli anni trenta per dotare comunque la Regia Aeronautica di un moderno monoplano vide paradossalmente quale vincitore di fatto il Fiat C.R.42, biplano a carrello fisso con sole due mitragliatrici, che fu comunque prodotto in quantità sino al 1943 quando Germania, Inghilterra e Stati Uniti avevano in fase avanzata di realizzazione i primi aerei a reazione.
I primi caccia monoplano italiani, Fiat G.50 e Macchi M.C.200, furono comunque inferiori ai coevi caccia inglesi. Iniziata con aerei inadeguati la partecipazione degli aerei italiani alla battaglia d'Inghilterra, spinti al massacro personalmente da Mussolini, che fortemente volle la compartecipazione italiana anche in tale operazione, fu interrotta velocemente dopo i primi disastrosi risultati. Aerei nuovi ma già superati, con abitacolo aperto privo di radio e di battellino di salvataggio nel freddo della Manica e del Mare del Nord, con insufficiente armamento e poca velocità, misero i piloti italiani in condizioni di netta inferiorità.

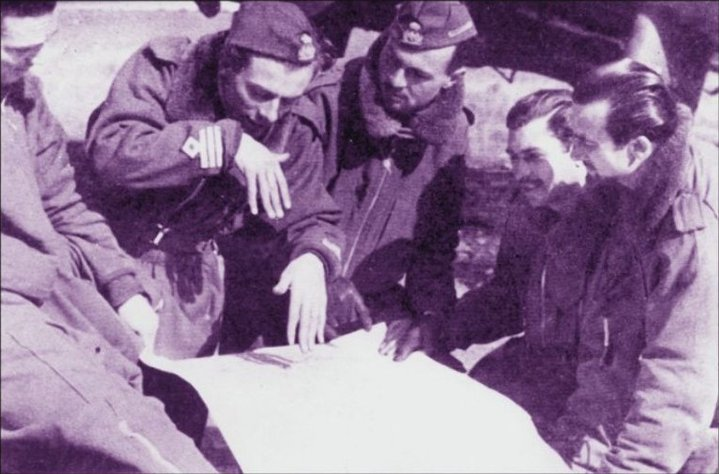
Giuseppe Cenni mostra la sequenza dei tuffi con gli Stuka. Tutti i piloti della 239ª Sq., e che sono ritratti nella foto, perderanno la vita in azione di guerra. (Gennaio 1941, Galatina)

Con l'avvio della produzione su licenza dei più potenti motori di progettazione tedesca Daimler-Benz DB 601 e DB 605, si mise finalmente in linea materiale che poteva combattere ad armi pari col nemico, ma l'apparato industriale dell'epoca non riuscì mai a produrne in quantità sufficiente. Oppure, come nel caso dei reparti a “Tuffo”, a seguito del fallimentare progetto del S.M.85, l’Italia fu costretta a chiedere all’alleato tedesco i leggendari Stuka.

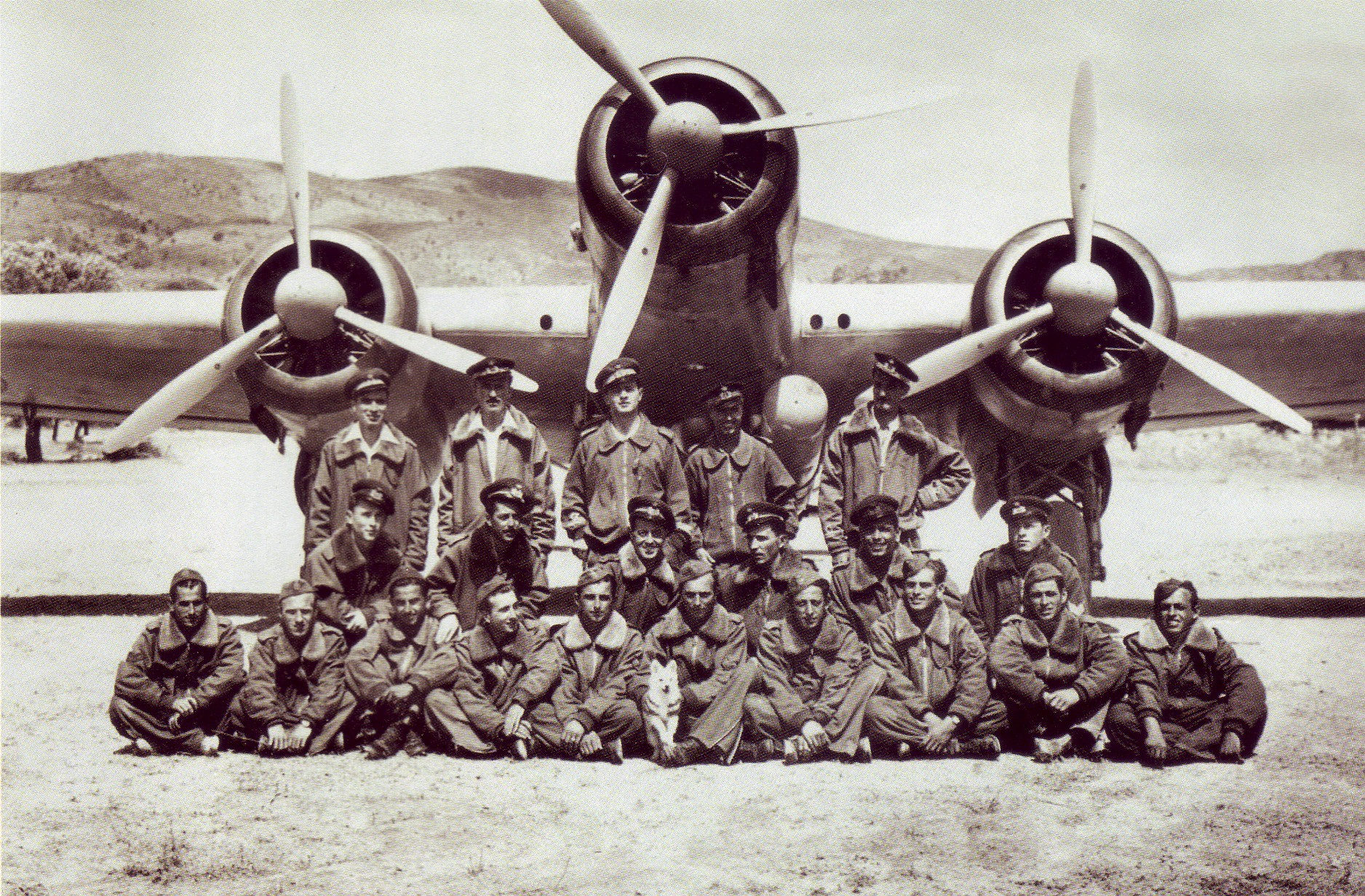
La 281ª Squadriglia aerosiluranti su S.M.79, comandata da Carlo Emanuele Buscaglia (in piedi al centro) nel giugno 1941

Pur in condizioni di inferiorità qualitativa e quantitativa di mezzi, l'Arma fu comunque utilizzata in tutto lo scacchiere mediterraneo e sul fronte russo, dove le rigide condizioni operative evidenziarono nuovamente i pesanti limiti del materiale di volo. La scarsissima coordinazione dovuta all'ottusa rivalità tra Regia Aeronautica e Regia Marina, provocò i grandi insuccessi di cui furono protagonisti avieri e marinai italiani. Il conflitto di potere tra aeronautica e marina, con la prima che aveva il monopolio di tutto ciò che volava grazie alla legge Balbo, portò alla decisione di non costruire portaerei (per mettere un punto definitivo Mussolini, ancor più ottusamente, affermò che erano inutili perché "l'Italia è tutta una portaerei"). Invece erano sicuramente utili per combattere la Royal Navy, dotata di portaerei e radar, o almeno sarebbero state necessarie squadriglie di aerei basati a terra appositamente addestrate a operazioni navali e sotto il comando funzionale della Marina. Invece l'ammiraglio comandante in mare non poteva chiedere direttamente l'appoggio aereo, ma tramite Supermarina doveva inoltrare la richiesta ai vertici dell'Aeronautica, con i ritardi immaginabili. Il governo fascista, che aveva sempre osteggiato la richiesta della marina di costruire portaerei e di avere aerei propri, solo a conflitto inoltrato e dopo il disastro della battaglia navale di Gaudo e Capo Matapan, rivedette le proprie convinzioni e decise di dotare urgentemente di una portaerei la Regia Marina, trasformando il transatlantico Roma. L'unità avrebbe avuto comunque aerei imbarcati e piloti dell'Aeronautica, ma il sopraggiunto armistizio dell'8 settembre 1943 trovò la nave, battezzata Aquila, completata solo al 90%.
Dopo l'armistizio, alcuni reparti della Regia Aeronautica si concentrarono presso gli aeroporti di Galatina, Leverano, Manduria e Brindisi, per poi operare nei Balcani contro le postazioni tedesche a difesa delle forze di resistenza del posto; nel nord Italia venne costituita l'Aeronautica Nazionale Repubblicana (ANR) della RSI che continuò la guerra al fianco dei tedeschi a difesa delle città del nord Italia dai bombardamenti alleati con alcuni gruppi da caccia terrestre dotati dei più moderni apparecchi italiani e dei Messerschmitt 109 G, attaccando infruttuosamente navi alleate con un gruppo di S.79 III aerosiluranti nella lontana base di Gibilterra, sul fronte di Anzio e nel Mediterraneo Orientale, e collaborando allo sgombero di feriti, malati e materiali dal fronte russo con gruppo da trasporto "Trabucchi" dotato di trimotori S.81.

#### La Regia Aeronautica dopo l'8 settembre 1943
L'attività nella resistenza italiana inizia la mattina del 9 settembre quando due pattuglie di Macchi M.C.202 decollano da Olbia Venafiorita verso le unità della nostra flotta da guerra in navigazione da La Spezia ai porti controllati dagli Alleati. Un Re 2000 del Ten.Pil. Parrozzani viene catapultato dalla Vittorio Veneto in difesa delle FFNNBB. Il giorno 11, durante il volo di trasferimento di un reparto da bombardamento dall'aeroporto di Perugia alla Sardegna, la caccia tedesca attacca la nostra formazione dando luogo al primo combattimento aereo tra i due ex alleati. Il giorno 12, mentre aerei da caccia mitragliano colonne tedesche in ritirata nella penisola salentina, per la prima volta le coccarde tricolori appaiono nei cieli di alcune città italiane ancora occupate, sulle quali i nostri velivoli lasciano cadere manifestini, stabilendo in tal modo un concreto legame spirituale tra italiani uniti dalle stesse aspirazioni di libertà.

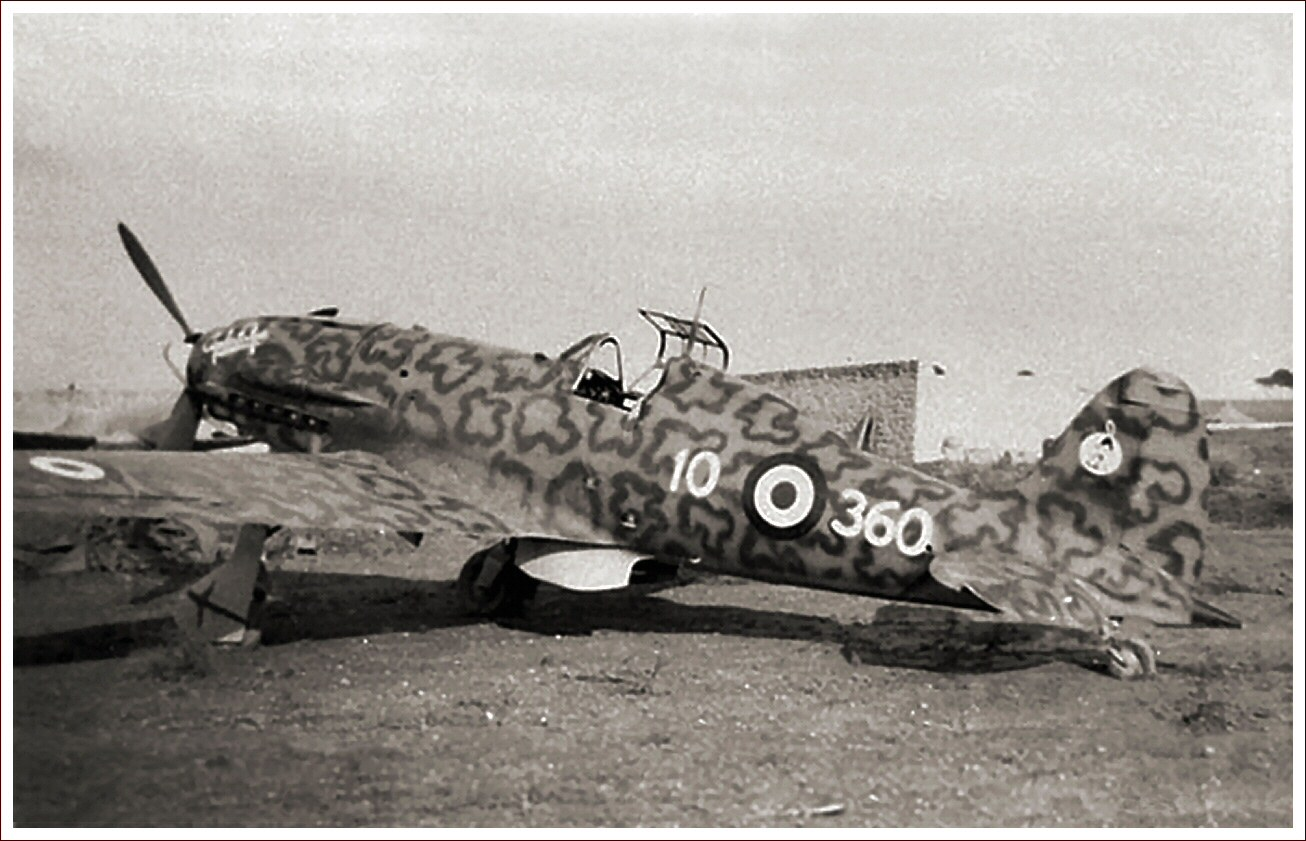
Il Macchi M.C.202 appartenente alla 360ª Squadriglia.

Tra il settembre e l'ottobre del 1943 l'attività dei velivoli prosegue intensa, soprattutto lungo le coste dell'Albania, della Grecia e della Jugoslavia. Il 13 ottobre la dichiarazione di guerra del governo italiano alla Germania sancisce lo stato di fatto determinatosi con l'armistizio e riconosce quindi ufficialmente quell'attività di guerra che era iniziata immediatamente dopo l'8 settembre. Per non correre il rischio di trovarsi di fronte ad altri Reparti italiani dell'Aeronautica nazionale Repubblicana dell'RSI, le unità al sud vengono prevalentemente impiegate insieme alla Balcan Air Force oltre i confini, in attività offensive contro i tedeschi e difensive, di rifornimento, aviosbarco e trasporto a favore dei contingenti italiani e alleati impegnati, in situazioni spesso tragiche, nei Balcani e nelle isole ioniche.
In questi mesi eccezionale si rivela il lavoro che riescono a compiere i tecnici e gli specialisti dell'Aeronautica. In una situazione in cui gli Alleati avevano di fatto requisito tutto ciò che poteva esser loro utile e i tedeschi si ritiravano verso nord lasciandosi alle spalle solo distruzione, il problema dell'efficienza della linea di volo era non solo gravissimo, ma condizione essenziale per poter continuare a combattere. In questo lavoro vengono fatti miracoli: si organizzano speciali squadre per ricercare e recuperare tutto il materiale possibile che, debitamente accentrato e immagazzinato, consente non solo di sottoporre a revisione la quasi totalità dei velivoli in carico che, per il 90%, avevano superato il prescritto limite di ore di volo, ma anche di rimetterne in efficienza un numero tale da ripianare le perdite subite dai Reparti operanti. Grazie a questi uomini l'Aeronautica italiana combatté a fianco degli anglo-statunitensi utilizzando esclusivamente i propri mezzi fino alla metà di settembre del 1944, quando gli Alleati, nel dare atto agli aviatori italiani della lealtà, dell'entusiasmo e del valore dimostrati, potenziano il Raggruppamento caccia con l'assegnazione di alcuni P-39 e Spitfire e i reparti da bombardamento con alcuni Baltimore, un nome che avrebbe presto identificato uno stormo, lo Stormo Baltimore.
L'8 maggio 1945, con la resa incondizionata della Germania, hanno termine anche le operazioni belliche che l'Aeronautica italiana aveva condotto per venti mesi in disagiate condizioni materiali e supplendo alla scarsezza di mezzi e di macchine solo con le risorse umane e l'entusiasmo. In questo periodo l'aviazione da caccia aveva effettuato azioni di ricognizione offensiva in territorio balcanico, controllando e mitragliando gli impianti e le linee del traffico terrestre, marittimo e aereo del nemico. Sugli stessi obiettivi erano stati effettuati anche spezzonamenti e bombardamenti a tuffo. La caccia era stata inoltre impiegata in missioni di scorta diretta alle formazioni da bombardamento e da trasporto in zona di guerra, in crociere d'interdizione per facilitarne il compito e in ricognizioni meteorologiche lungo le rotte e sugli obiettivi bellici. La continuità e l'efficacia di queste missioni avevano facilitato la conquista da parte degli Alleati di alcune isole dalmate. Di particolare intensità e rendimento erano state le azioni compiute in appoggio alle unità dell'Esercito popolare di liberazione jugoslavo, durante lo sgombero da parte dei tedeschi dell'Albania, del Montenegro, della Dalmazia e di altre regioni della Jugoslavia.
Alle 138 Medaglie d'Oro concesse ad appartenenti alla Forza armata fino al settembre 1943 se ne aggiungono 26 per fatti d'arme compiuti nei venti mesi dopo l'8 settembre da militari dell'Aeronautica inquadrati in Reparti regolari o in Formazioni partigiane; 9 ricompense interalleate sono assegnate ai nostri aviatori nello stesso periodo. In cinque anni di guerra solo l'Aeronautica lascia sul campo oltre 9.000 morti e più di 3.500 dispersi. Terminata con questo pesante tributo di vite una guerra durata 59 mesi, l'Aeronautica italiana si presenta di fronte agli immensi problemi della ricostruzione con le "esigue unità", come le definì in un famoso ordine del giorno del 22 febbraio 1945 il generale Mario Ajmone Cat, nuovo capo di stato maggiore della Forza armata.

#### L'Aeronautica Nazionale Repubblicana (ANR)
L'armistizio trova gran parte di quanto restava dell'Aeronautica schierato nel centro-nord della penisola, dov'era gradualmente arretrato per sfuggire alla pressione anglo-americana. Questo, lungi dal proteggerla, ne facilita piuttosto l'accerchiamento e la cattura da parte tedesca, complicando di converso il trasferimento al sud. Di fronte all'angoscioso dilemma sul da farsi, molti sbandano. In diversi luoghi, gruppi più o meno ampi di personale si raccolgono poi attorno a figure prestigiose o comunque disposte a impegnarsi. A Firenze, un punto di riferimento diventa l'aerosiluratore cap. Carlo Faggioni. Il ten. col. Tito Falconi, comandante del 3º Stormo, si presenta ai tedeschi e ne ottiene la nomina a "comandante della caccia italiana", poi disconosciuta dalla RSI. A Roma alcuni ufficiali, tra i quali il solo generale è Arrigo Tessari, si ritrovano a Piazza Colonna.
Dal punto di vista ufficiale, tuttavia, Mussolini nomina sottosegretario all'Aeronautica il ten. col. Ernesto Botto, detto "Gamba Di Ferro" per un incidente avuto durante un combattimento aereo nei cieli di Spagna durante la guerra civile, incidente che gli fece perdere una gamba e gli valse una Medaglia d'Oro Al Valor Militare, popolarissimo tra gli aviatori anche perché comandante della Scuola Caccia di Gorizia. A conferma della fluidità della situazione, Botto apprende la nomina come il resto dell'Italia: dalla radio. Scelto quale capo di stato maggiore il pari grado Giuseppe Baylon, Botto si dedica a costruire la nuova forza armata, battezzata dapprima Aeronautica Repubblicana, con l'aggiunta della qualifica "Nazionale" dal giugno 1944. Tra le mille difficoltà da superare vi sono i rapporti con i tedeschi, che vedono nell'Italia esclusivamente una fonte di manodopera e di risorse: mentre l'Aeronautica Repubblicana stenta a mettere assieme un gruppo per specialità, i tedeschi requisiscono oltre 4.000 velivoli italiani d'ogni genere.

La situazione si sblocca solo alla fine del 1943, quando la restituzione di numerosi Macchi M.C.205 da parte dello JG77 tedesco permette di riequipaggiare il 1º Gruppo Caccia e di farlo debuttare su Torino il 4 gennaio 1944. Proprio la difesa del territorio diventa la missione prioritaria dell'AR. Dopo il 1º Gruppo esordisce la Squadriglia Complementare "Montefusco", su Fiat G.55, seguita in aprile dal 2º Gruppo Caccia, mentre il 3º non diventa mai operativo. 

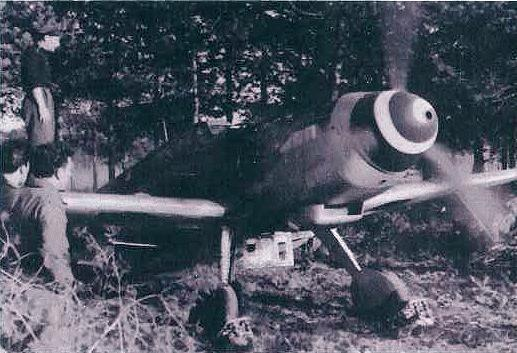
Messerschmitt Bf 109 G-10 dell'Aeronautica Nazionale Repubblicana a Malpensa

Il gruppo aerosiluranti, dotato dei soliti Savoia-Marchetti S.M.79, servì in Egeo e nel giugno 1944 riesce persino ad attaccare Gibilterra. Un gruppo da trasporto, battezzato "Terracciano", viene inviato in Finlandia a supporto delle truppe tedesche e un altro, il "Trabucchi", non entra mai in linea. Seguendo il modello tedesco, l'ANR incorpora anche controaerea e paracadutisti, che in Italia fino a quel momento erano inquadrati nell'esercito. 
Con l'esaurirsi della produzione nazionale, da metà 1944 i reparti caccia iniziano a transitare sui Messerschmitt Bf 109 tedeschi. A minare il morale contribuisce - oltre alle perdite elevatissime ed allo strapotere avversario - la consapevolezza della riluttanza tedesca, legata al costante obbiettivo di incorporare l'intera organizzazione italiana nella Luftwaffe, ad alimentare i reparti con i velivoli necessari. Nell'agosto 1944 il tentativo di imporre tale scelta costituendo forzosamente una "Legione Aerea Italiana" blocca ogni attività per circa tre mesi. A novembre torna in linea il 2º Gruppo, mentre in dicembre il 1º va in Germania per un ciclo addestrativo, rientrando in tempo per l'ultimo scorcio di guerra e pagando un prezzo durissimo, non solo in termini di aerei e uomini perduti in combattimento.
Dopo aver difeso i cieli italiani per quanto possibile, il suo comandante, il magg. Adriano Visconti, nell'aprile 1945 tratta con i partigiani una resa onorevole. Poche ore dopo, cade a Milano nel cortile della caserma "Monti", colpito alla schiena da una raffica sparata a tradimento da mani tuttora ignote; con lui morì il suo aiutante di volo Stefanini.

### Il secondo dopoguerra

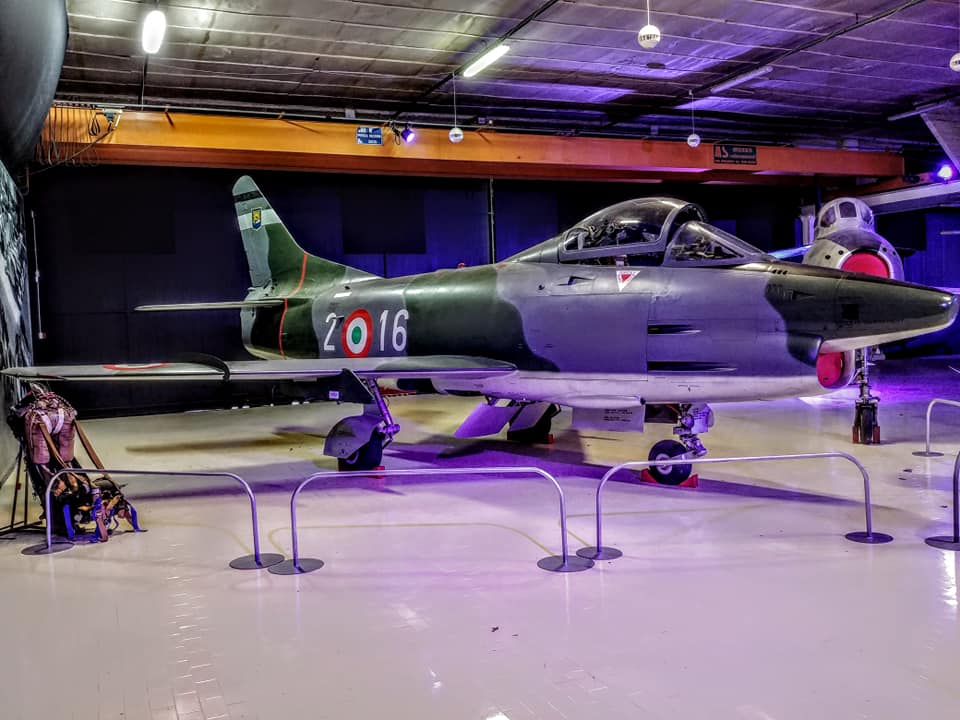
Fiat G-91 in forza al 2º Stormo Caccia dell'Aeronautica militare e ora esposto al Parco e Museo di Volandia.

Una delle prime modifiche sostanziali dell'arma aeronautica fu il cambio di denominazione: dopo la nascita della Repubblica Italiana, infatti, prese il nome di Aeronautica Militare.
Nel 1946 molti dei reduci del seconda guerra mondiale tornarono ad indossare l'uniforme azzurra entrando a far parte dell'Aeronautica Militare.
La 1ª Zona Aerea Territoriale dal giugno 1949 al settembre 1951 era comandata dal Generale di Squadra Aerea Renato Sandalli.
Una legge dell'8 marzo 1958 riorganizza il Ruolo Servizi, incrementando gli organici e definendo i compiti e le ripartizioni in specialità degli ufficiali del Ruolo. 
Gli ufficiali del Ruolo Servizi avevano delineata la loro professionalità nel settore del supporto logistico e delle branche operative delle Telecomunicazioni, dell'Assistenza al Volo e della Difesa Aerea.
Dagli anni '50, con il cacciabombardiere Fiat G.91 e poi con le versioni successive l'AM ebbe un mezzo tecnologicamente all'avanguardia, vincitore in quegli anni della gara in ambito NATO.

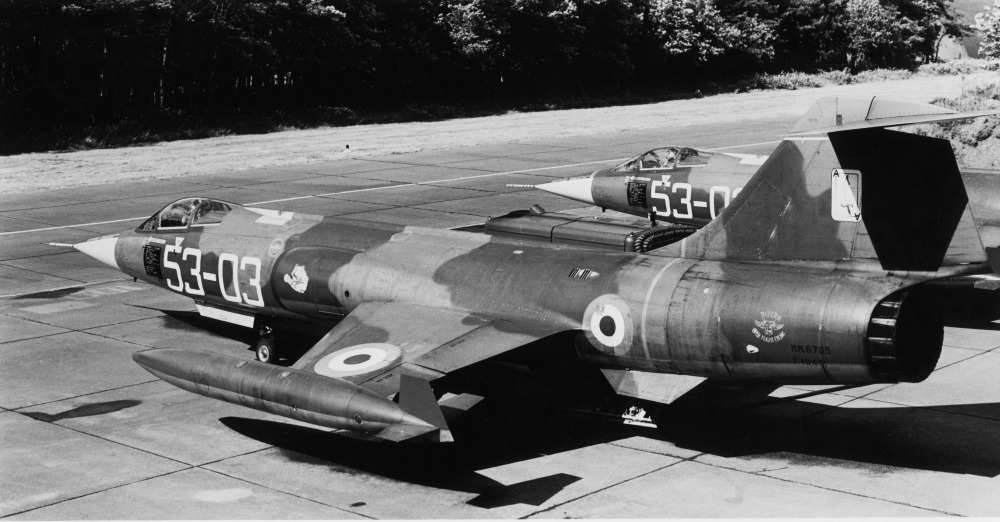
Due F-104S dell'Aeronautica militare.

Negli anni '60 entrò in servizio il caccia intercettore ognitempo Lookheed F-104G, poi l'Aeritalia F-104S Starfighter realizzato in Italia su licenza.
L'Aeronautica Militare si è anche occupata, fino al 1982, del controllo del traffico aereo nello spazio aereo nazionale. Dopo la smilitarizzazione del settore continua a svolgere la funzione di fornitore dei servizi del traffico aereo (Air Navigation Service Provider) per gli aeroporti militari aperti al traffico civile e nelle relative zone di controllo. I controllori del traffico aereo dell'Arma Azzurra sono presenti anche nei centri di controllo d'area di ENAV per la gestione del traffico militare in volo negli spazi aerei civili.
Con un Decreto Legislativo del 30 dicembre 1997 fu stabilita la nascita del Ruolo delle Armi, sostituendo definitivamente il Ruolo Servizi a decorrere dal 1º gennaio 1998. 
In seguito le professionalità degli ufficiali del Ruolo delle Armi ricompresero le attività di Stato Maggiore, dell'Informatica, degli assetti mobili di supporto (3º Stormo), degli Incursori (17º stormo) e dei Fucilieri dell'Aria (16º stormo).

#### La crisi di Sigonella
Un episodio storico che vide coinvolta l'arma fu la crisi di Sigonella, caso diplomatico avvenuto in Italia, presso la base aerea di Sigonella, in Sicilia, nell'ottobre 1985. L'accaduto rischiò di sfociare in uno scontro armato tra VAM (Vigilanza Aeronautica Militare) e Arma dei Carabinieri da una parte e gli uomini della Delta Force (reparto speciale delle forze armate statunitensi) dall'altra, all'indomani di una rottura politica tra il presidente del Consiglio italiano Bettino Craxi e il presidente degli Stati Uniti d'America Ronald Reagan circa la sorte dei sequestratori della nave da crociera Achille Lauro.

#### La guerra del Golfo
Nel corso della prima Guerra del Golfo (1990-1991) contro l'Iraq, l'Aeronautica militare ha partecipato ai bombardamenti con dei cacciabombardieri Panavia Tornado IDS. Durante quelle missioni, nella notte tra il 17 e il 18 gennaio 1991, il maggiore Gianmarco Bellini (pilota) ed il capitano Maurizio Cocciolone (navigatore) decollarono a bordo del loro cacciabombardiere con altri velivoli italiani e alleati per la prima missione che li vedeva impiegati nello spazio aereo controllato dagli iracheni. Il velivolo fu colpito dall'artiglieria contraerea irachena, addestrata alla difesa contro attacchi a bassa quota, e i due italiani dovettero lanciarsi e furono catturati dalle truppe irachene.

#### Le operazioni nella ex Jugoslavia
Nel 1993 viene messa in atto l'Operazione Deny Flight, per impedire il sorvolo della Bosnia ai velivoli militari. Per quasi tre anni, l’Aeronautica dà supporto logistico ai Reparti dei Paesi NATO presenti nelle basi italiane ed interviene con i caccia Tornado e gli AMX International AMX che effettuano 543 uscite e 1288 ore di volo allertando la 1ª Brigata Aerea dotata di Nike Hercules ed esercitando il comando e controllo anche delle unità del Comando artiglieria contraerei dell'Esercito dotate di Raytheon MIM-23 Hawk.
Dal 1993 al 1996 l'AM prende parte anche all'Operazione Sharp Guard e nel 1995 all'Operazione Deliberate Force.
L'AM partecipò agli attacchi aerei portati avanti dalla NATO nel 1999, per circa due mesi, contro la Repubblica Federale di Jugoslavia nell'ambito dell'Operazione Allied Force per imporre alla Serbia la smilitarizzazione del Kosovo. Schierò Tornado ADV, IDS ed ECR, F-104S, AMX Ghibli, B-707, G-222 e C-130 che effettuano 1.440 uscite e 6.555 ore di volo.
Nell'ambito dell'Operazione DINAK ha schierato 5 batterie Spada (Brindisi, Otranto, Gioia del Colle ed Amendola) ed esercitato il comando e controllo anche di 4 batterie Hawk dell'Esercito Italiano (Punta Contessa di Brindisi, Torre Veneri di Lecce, Torre Cintola di Monopoli ed Aeroporto di Bari-Palese).
Dal 1999 al dicembre 2013 ha supportato l'Operazione Joint Guardian con il 1º Reparto Operativo Autonomo (ROA) di Đakovica e dal luglio 2000 al marzo 2003 con il 2° ROA a Slatina, presso l'Aeroporto Internazionale di Pristina.

### Gli anni 2000

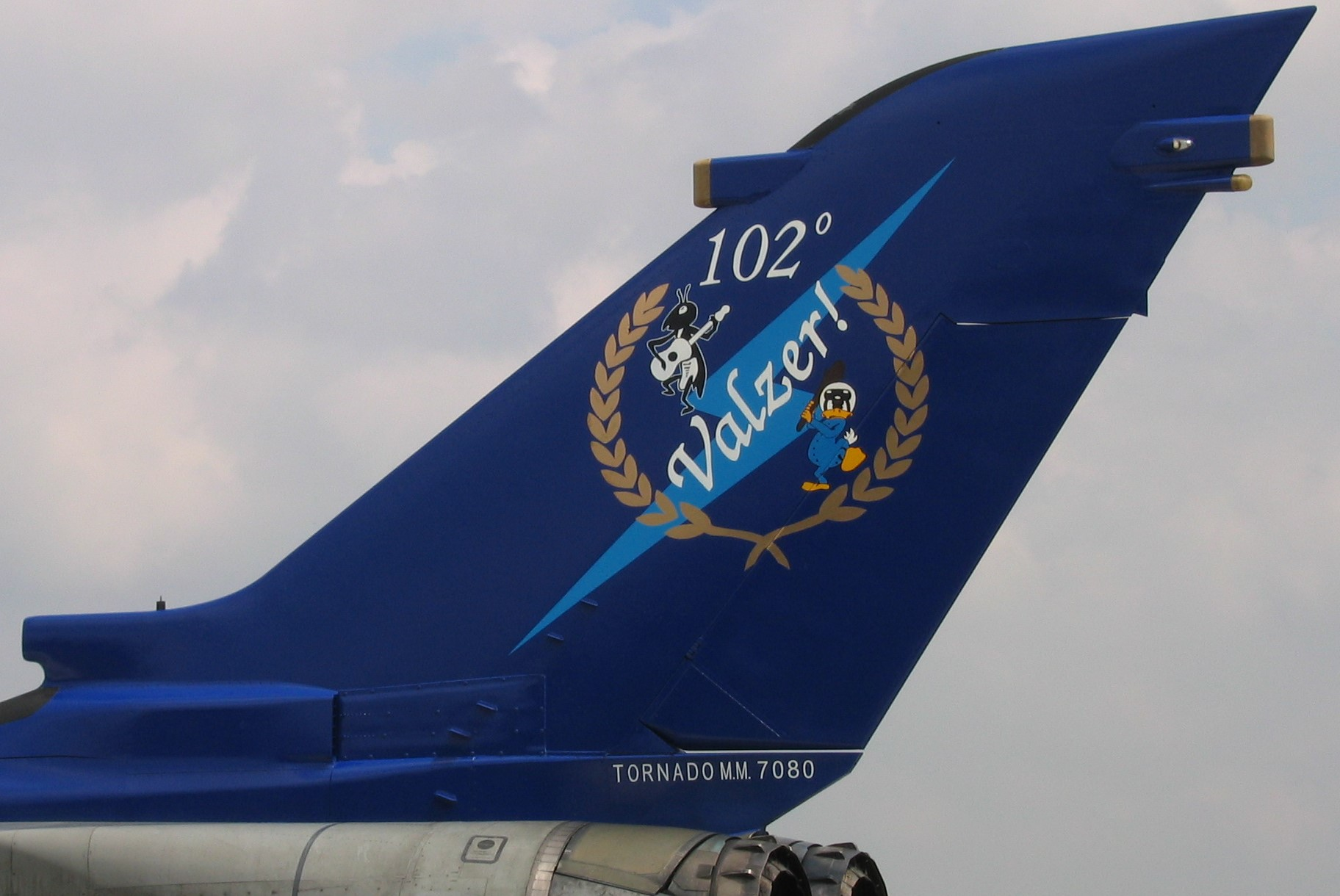
Special color di un Tornado del 102ºGr. col celebre motto "Valzer!" di Giuseppe Cenni. (6º St. Ghedi, 2008)

Con l'ingresso dell'Albania nella NATO, le forze aeree italiane e greche contribuiscono alla difesa dello spazio aereo albanese con gli Eurofighter Typhoon italiani del 4º Stormo di Grosseto e del 36º Stormo di Gioia del Colle e gli F-16 greci.
Il corpo è stato soggetto a numerosi tagli, ma nonostante questo, sono stati fatti alcuni acquisti come l'M-346, l'HH-139 e l'F-35. Quest'ultimo aereo ha però suscitato molte polemiche, per via del costo.
Nel 2011, nell'ambito dell'operazione Odyssey Dawn, sei cacciabombardieri Tornado ECR dell'Aeronautica Militare sono partiti da Trapani-Birgi in ricognizione, diretti sulla Cirenaica, supportati da altri due Tornado Tanker ed equipaggiati di missili AGM-88 HARM dando inizio alle operazioni militari italiane nell'ambito dell'intervento militare in Libia nel 2011. Complessivamente furono usati Tornado ECR, IDS ed AMX ACOL, supportati da due aerei cisterna (un KC-130J ed un KC-767), più un G.222VS da guerra elettronica, con la scorta di 8 caccia intercettori F-16, questi ultimi rilevati successivamente da altrettanti Eurofighter Typhoon.
L'Aeronautica Militare ha schierato alcuni AMX, C-130 e Predator in Afghanistan, per supportare le truppe dell'esercito a terra. Dal 2013 gli AMX hanno distrutto 2 antenne talebane e hanno sventato un attacco terroristico alle elezioni del 5 aprile 2014, contro candidati ed esponenti governativi di spicco della provincia di Herat.

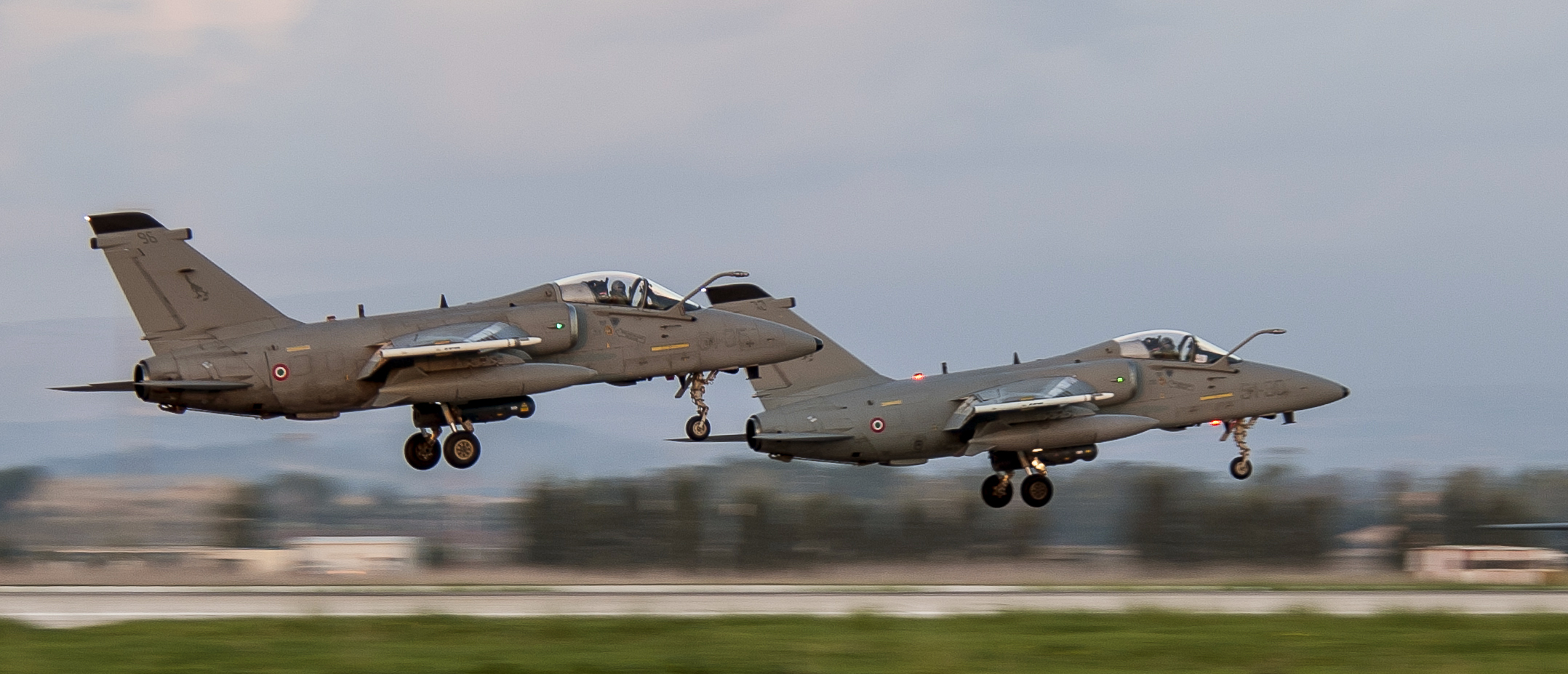
Due AMX in decollo dalla base di Trapani-Birgi nel 2015

L'aeronautica inoltre svolge missioni di "Air Policing", per conto della NATO,in paesi dove non è presente una difesa aerea; le missioni sono state in Islanda, nelle 3 repubbliche baltiche (Lituania, Estonia e Lettonia) e nelle regioni balcaniche (Bulgaria, Romania, Albania, Montenegro e Slovacchia).
Per quanto riguarda la lotta all'ISIS la forza armata è impegnata ormai da qualche anno con 4 Tornado (ora con velivoli AMX), 1 KC-767 ed i soliti APR, tutti basati in una base in Kuwait.

## Organigramma e struttura

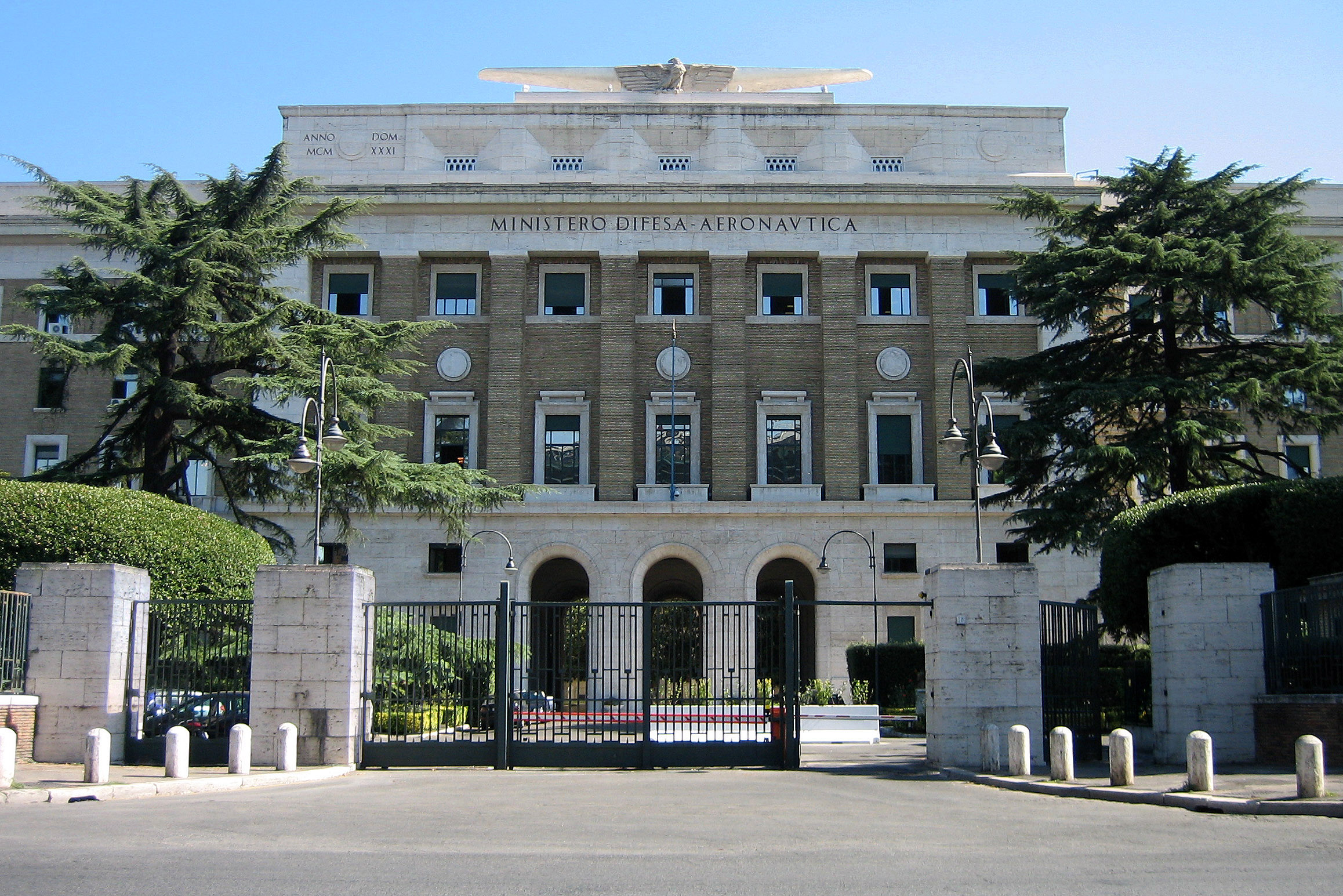
Palazzo Aeronautica di Roma sede dello Stato Maggiore dell'Aeronautica Militare.

La struttura organizzativa dell'Aeronautica Militare ha subito, negli ultimi anni, profonde modifiche in chiave riorganizzativa per adattare lo strumento aereo alle nuove esigenze dello scenario internazionale, ed anche per "adattarsi" al "nuovo modello professionale" delle forze armate.
- Capo di Stato Maggiore dell'Aeronautica Militare
- Stato Maggiore dell'Aeronautica Militare

### Comandi di vertice
Organizzata in tre livelli organizzativi (Centrale, Intermedio e Periferico), è costituita principalmente da tre Comandi di vertice (cosiddetti Alti Comandi), ovvero:
- il Comando della Squadra Aerea
  - Comando operazioni aerospaziali (COA)
  - Comando Forze da Combattimento (CFC)
  - Comando Forze Mobilità e di Supporto (CFMS)
  - 1ª Brigata Aerea Operazioni Speciali
  - 9ª Brigata aerea ISTAR-EW
- il Comando logistico
  - Poligono sperimentale e di addestramento interforze
  - Divisione Aerea di Sperimentazione Aeronautica e Spaziale (D.A.S.A.S.)
  - 2ª Divisione supporto tecnico operativo aeromobili, armamento e avionica
  - 3ª Divisione supporto tecnico operativo sistemi comando e controllo, comunicazioni e telematica
  - Servizio dei supporti
  - Servizio di commissariato ed amministrazione
  - Servizio infrastrutture
  - Servizio sanitario
- il Comando Scuole A.M. - 3ª Regione aerea
  - Comando delle Scuole Aeronautica Militare
  - Comando 3ª Regione Aerea

Questi enti sono direttamente dipendenti, insieme dad altri organismi con compiti territoriali (es.:Regioni aeree) e di staff (es.:stato maggiore dell'Aeronautica Militare) dal Capo di Stato Maggiore dell'Aeronautica.

### Scuole di Formazione
- Accademia Aeronautica
- Scuola Marescialli dell'Aeronautica Militare
- Centro di Formazione Aviation English
- Scuola Militare Aeronautica "Giulio Douhet"
- Scuola Specialisti dell'Aeronautica Militare
- Istituto di Scienze Militari Aeronautiche
- Scuola Volontari dell’Aeronautica Militare (S.V.A.M.)

### Altri enti
- Servizio meteorologico dell'Aeronautica Militare
- Corpo sanitario aeronautico
- Banda musicale dell'Aeronautica Militare
- Centro sportivo dell'Aeronautica Militare
- Corpo del genio aeronautico

### Simboli

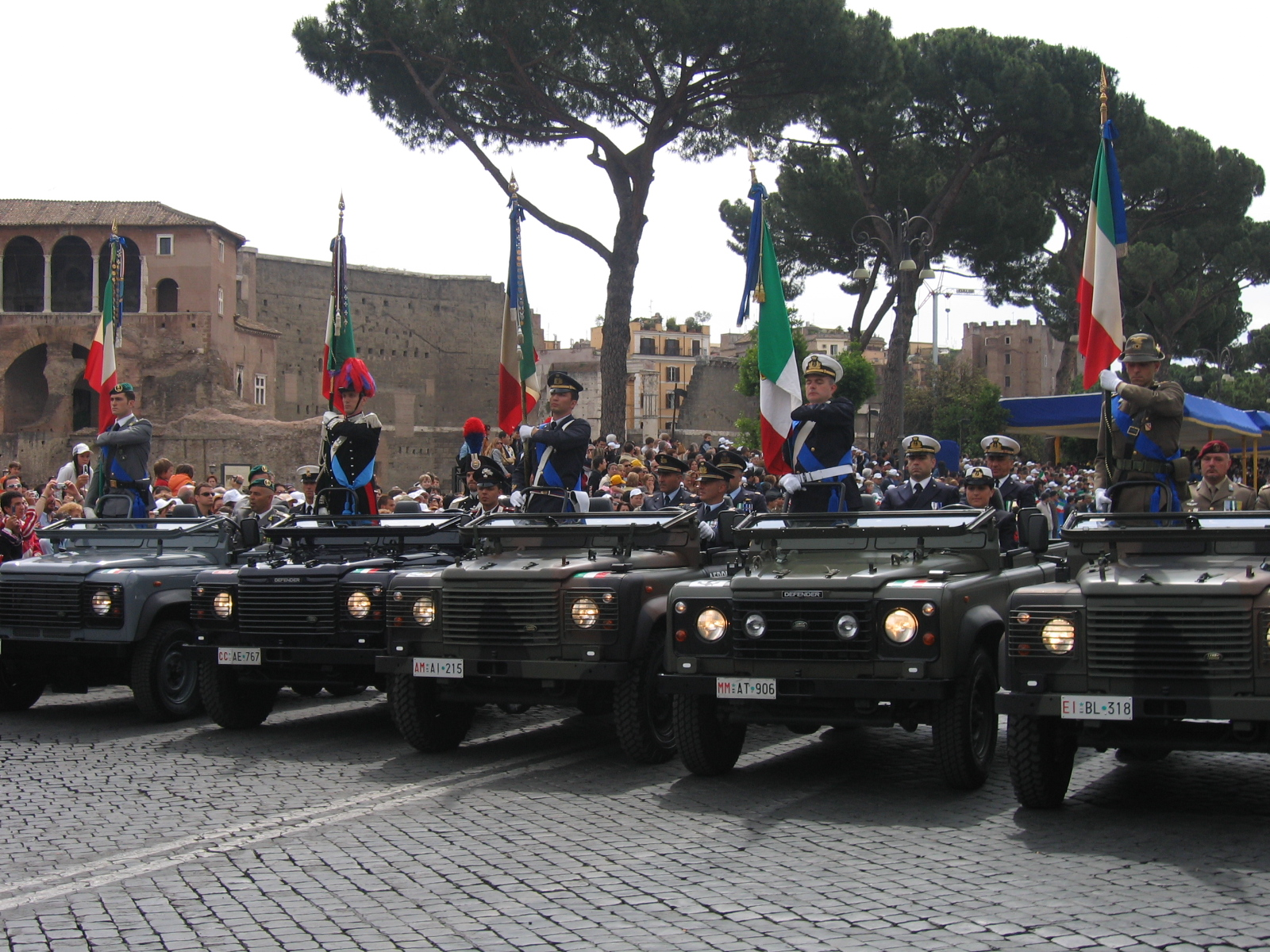
Bandiere di guerra delle forze armate italiane, degli Alpini e della Guardia di Finanza in sfilata per la festa della Repubblica.
La bandiera di guerra dell'Aeronautica Militare è al centro.

L'Aeronautica Militare è rappresentata da:
- una bandiera di guerra
- uno stemma
- una marcia d'ordinanza
- una santa patrona (la Madonna di Loreto)
- la coccarda italiana tricolore dipinta sui velivoli

#### Bandiera di guerra
La bandiera di guerra venne concessa all'allora Regia Aeronautica, con regio decreto nº 1485 del 17 ottobre 1920 e consegnata al Generale Pier Ruggero Piccio, Comandante Generale per la R.A., il 4 novembre 1923 a Centocelle (Roma).

#### Stemma
Il diritto a fregiarsi dello stemma derivò dalla concessione dell'uso della bandiera nazionale alla Regia Aeronautica (regio decreto del 17 ottobre 1920).
Con l'avvento della Repubblica, l'Aeronautica Militare rimase "orfana" di un distintivo d'arma sino al 1970, anno in cui lo Stato maggiore dell'aeronautica inoltrò richiesta di concessione di uno stemma per l'Arma Aeronautica. Con il decreto del presidente della Repubblica 25 gennaio 1971, veniva concesso lo stemma oggi in vigore.
Il decreto dice testualmente:

Stemma Aeronautica

"È concesso all'Aeronautica Militare uno stemma descritto come appresso: inquartato nel primo d'oro un cavallo alato azzurro, inalberato e rivoltato, tenente con le zampe anteriori una fiaccola naturale (27ª Squadriglia aeroplani); nel secondo d'argento un grifo rampante rosso (91ª Squadriglia "Baracca"); nel terzo d'argento un quadrifoglio verde (10ª Squadriglia da bombardamento Caproni); nel quarto di porpora il Leone di S.Marco in maestà con la spada e con il libro degli Evangelisti chiuso (87ª Squadriglia "Serenissima").
Sopra lo scudo un'aquila turrita d'oro e sotto, su lista svolazzante d'azzurro, il motto pure in caratteri d'oro: Virtute Siderum Tenus".
Il motto in latino Virtute Siderum Tenus (con valore verso le stelle), è poi stato scelto anche dal pattugliatore di squadra Aviere della classe Soldati, acquistato dalla Marina Militare nel 1992.
Lo stemma venne ottenuto riunendo gli emblemi di quattro delle squadriglie che avevano dato prova di abilità, coraggio ed eroismo nella prima guerra mondiale. Le squadriglie scelte furono:
- 27ª Squadriglia Aeroplani
- 91ª Squadriglia da Caccia "Baracca"
- 10ª Squadriglia da Bombardamento Caproni
- 87ª Squadriglia "Serenissima"

#### Marcia di ordinanza
La marcia di ordinanza dell'Aeronautica Militare fu composta nel 1937 dal primo maestro direttore della banda della Regia Aeronautica, Alberto Di Miniello, che ha arrangiato un motivo di Romualdo Marenco, tratto dal balletto "Amor".

#### Santa patrona
La patrona dell'Aeronautica Militare è la Madonna di Loreto, nome con il quale viene venerata la statua nel santuario della Santa Casa della città di Loreto in provincia di Ancona. La devozione deriva dal decreto di papa Benedetto XV del 24 marzo 1920, con il quale la Madonna di Loreto venne proclamata "Patrona degli Aeronauti". La solennità è il 10 dicembre.

#### Preghiera dell'aviatore
La preghiera dell'aviatore viene recitata nelle cerimonie militari solenni che riguardano la Forza armata o i suoi appartenenti. Il testo, la cui versione originale si deve a Vittorio Malpassuti, modificato dopo la proclamazione della Repubblica Italiana, è il seguente:
Il suo testo è scritto su una targa in bronzo presso Palazzo Aeronautica, sede dello Stato maggiore dell'Aeronautica in Roma.

#### La coccarda

Corpo Aeronautico, Regia Aeronautica e Aeronautica Militare (1917-1918 e 1943-oggi)
Corpo Aeronautico e Regia Aeronautica (1918-1927)
Regia Aeronautica (solo sulla fusoliera: 1927-1943)
Regia Aeronautica (solo sulle ali: 1935-1943)
Aeronautica Militare a bassa visibilità (1991-oggi)

## Personale

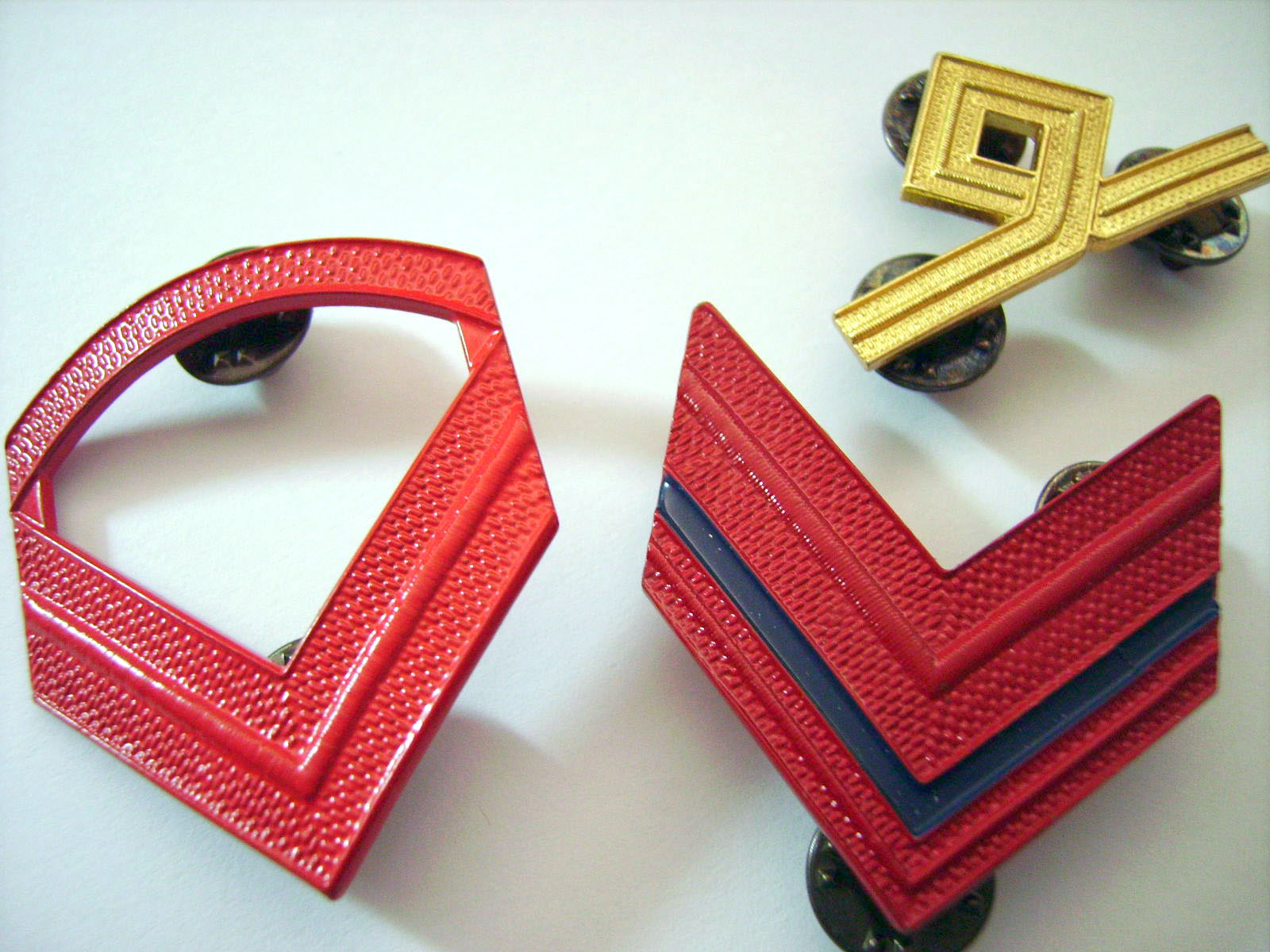
Spille dei distintivi di grado (nell'ordine aviere capo, aviere scelto e sottotenente)

L'Aeronautica Militare suddivide, per esigenze formative, il proprio personale in categorie (ufficiali, sottufficiali, e truppa), intese ad identificare un settore delimitato di attività che presuppone una specifica preparazione di base comune per tutti gli appartenenti alla stessa categoria. Oltre a questa tipologia di suddivisione in base alle categorie, il personale viene suddiviso in ruoli, stabiliti dalla legge.

### Arruolamento
Dopo la sospensione del servizio militare di leva in Italia, disposta ai sensi della legge Martino l'arruolamento nel corpo - in tempo di pace - è previsto solo per il personale volontario.
La selezione del personale e l'arruolamento avviene presso il Centro di selezione Aeronautica Militare di Guidonia; mentre l'addestramento del personale relativo alla categoria dei militari di truppa avviene presso la Scuola volontari dell'Aeronautica Militare, sita presso l'idroscalo “Luigi Bologna” di Taranto, per gli ufficiali l'Accademia Aeronautica situata a Pozzuoli, mentre per i sottufficiali e per le figure specialistiche sono previste strutture dedicate, come ad esempio la Scuola marescialli dell'Aeronautica Militare di Viterbo e la Scuola specialisti dell'Aeronautica Militare di Caserta.

### Ruoli

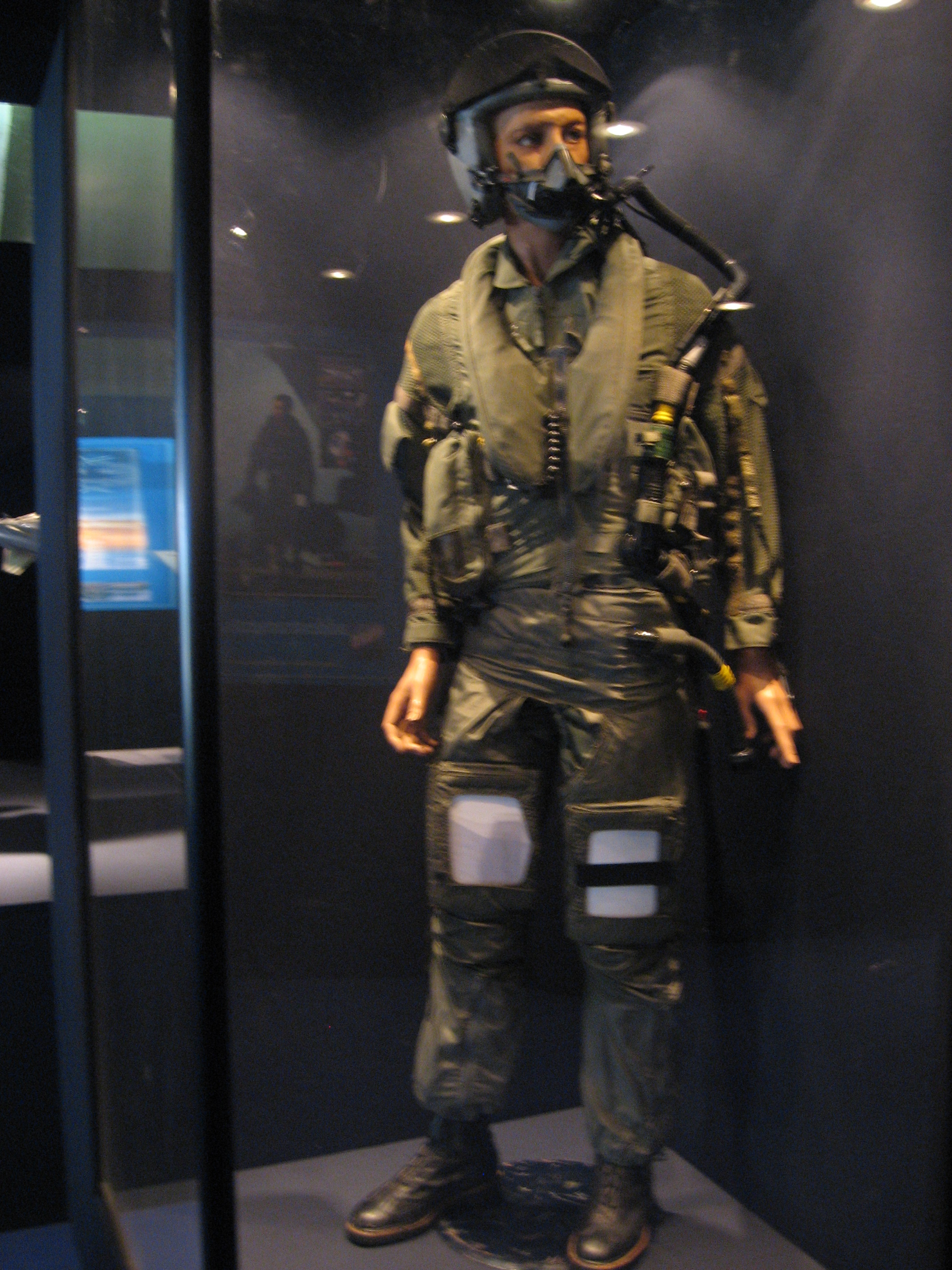
Tenuta di volo per Eurofighter Typhoon

Secondo le normative vigenti il personale dell'Aeronautica Militare è suddiviso nei seguenti ruoli:
Categoria degli ufficiali
- Ruolo naviganti normale dell'Arma Aeronautica (A.A.r.n.n.)
- Ruolo naviganti speciale dell'Arma Aeronautica (A.A.r.n.s.)
- Ruolo normale delle armi dell'Arma Aeronautica (A.A.r.a.n.)
- Ruolo speciale delle armi dell'Arma Aeronautica (A.A.r.a.s.)
- Ruolo normale del Corpo del Genio Aeronautico (G.A.r.n.)
- Ruolo speciale del Corpo del Genio Aeronautico (G.A.r.s.)
- Ruolo normale del Corpo di Commissariato Aeronautico (C.C.r.n.)
- Ruolo speciale del Corpo di Commissariato Aeronautico (C.C.r.s.)
- Ruolo normale del Corpo Sanitario Aeronautico (C.S.A.r.n.)
- Ruolo speciale del Corpo Sanitario Aeronautico (C.S.A.r.s.)

Per questi ruoli sono previsti inoltre dei ruoli ad esaurimento (R.E.s.p.) e un ruolo unico degli specialisti (A.A.r.u.s.), destinati ad un progressivo esaurimento con il passaggio in quiescenza del personale inquadrato nei predetti ruoli.

#### Categoria dei sottufficiali
- Ruolo marescialli (A.A.r.ma.)
- Ruolo musicisti (Mus.)
- Ruolo sergenti (A.A.r.se.)

Il ruolo dei musicisti riveste i gradi dei marescialli e il personale è inquadrato in tale ruolo a seguito di arruolamento straordinario e per strumenti musicali.

#### Categoria dei graduati
- Ruolo graduati (A.A.R.G.)

#### Categoria dei militari di truppa
- Ruolo volontario in ferma prefissata (A.A.R.V.F.P.)

### Dati sugli organici
Al 31 dicembre 2018 la situazione del personale dell'Aeronautica Militare era la seguente:
- Ufficiali Generali: 93
- Ufficiali Superiori[26]: 3 520
- Ufficiali Inferiori[27] in S.P.E.[28]: 2 127
- Ufficiali Inferiori in F.P.[29]: 56
  - Totale Ufficiali: 5 796
- Sottufficiali ruolo Marescialli: 20 863
- Sottufficiali ruolo Sergenti: 5 581
  - Totale Sottufficiali: 26 444
- Graduati in S.P.E. : 5 433
- Truppa non in S.P.E. : 2 217
  - Totale Graduti e Truppa: 7 650
- Allievi: 503
- Allievi Scuole Militari: 181
  - Totale Allievi: 684
    - Totale complessivo: 40 574

Come per le altre Forze Armate, importanti tagli al personale dell'Aeronautica Militare sono stati previsti entro il 2024, come anticipati dal Libro Bianco della Difesa 2017.

## Aeromobili in uso
Sezione aggiornata annualmente in base al World Air Force di Flightglobal del corrente anno. Tale dossier non contempla UAV, aerei da trasporto VIP ed eventuali incidenti accorsi durante l'anno della sua pubblicazione. Modifiche giornaliere o mensili che potrebbero portare a discordanze nel tipo di modelli in servizio e nel loro numero rispetto a WAF, vengono apportate in base a siti specializzati, periodici mensili e bimestrali. Tali modifiche vengono apportate onde rendere quanto più aggiornata la tabella.
| Aeromobile                                        | Origine                            | Tipo                                                              | Versione (denominazione locale)                                        | In servizio (2024) | Note | Immagine |
| Aerei da combattimento                            |                                    |                                                                   |                                                                        |                    | |          |
| Eurofighter EF-2000 Typhoon                       | Regno Unito Germania Italia Spagna | Caccia intercettoreconversione operativa                          | F-2000ATF-2000A                                                        | 7914               | Ordine complessivo di 96 esemplari (di cui 82 monoposto e 14 biposto), con il primo esemplare consegnato il 16 marzo 2004. Il 500º esemplare prodotto costituisce il 74° monoposto consegnato all'AM. L'ultimo dei 96 esemplari è stato consegnato il 23 ottobre 2020. 3 esemplari sono precipitati, dunque ad oggi nell'AM sono in funzione 93 esemplari. Ulteriori 24 velivoli (che andranno a sostituire 26 Typhoon della Tranche 1) ordinati il 23 dicembre 2024. |          |
| Lockheed Martin F-35 Lightning II                 | Stati Uniti                        | cacciabombardierecacciabombardiere VSTOL                          | F-35AF-35B                                                             | 355                | L'Italia ha acquistato per l'Aeronautica Militare 75 F-35 (di cui 60 F-35A e 15 F-35B), la cui consegna dovrebbe completarsi nel 2027. Un ulteriore ordine di 20 F-35 (di cui 15 F-35A e 5 F-35B) è stato comunicato nel DPP 2024/26 portando, dunque, la quantità totale a 95 macchine oltre le 20 per l'aviazione della Marina Militare. |          |
| Panavia A-200 Tornado                             | Regno Unito Germania Italia        | cacciabombardiereaereo da guerra elettronicaconversione operativa | A-200C Tornado IDS it-MLU EA-200B Tornado ECR it-MLUTA-200C IDS it-MLU | 27136              | 87 Tornado IDS e 12 Tornado IDS(DC) a doppi comandi entrati in servizio a partire dal 1982. Di questi, 16 esemplari furono convertiti alla variante Tornado ECR a partire dal 1998. 58 esemplari superstiti sono stati aggiornati allo standard it-MLU RET.8 Saranno sostituiti dagli F-35. |          |
| Aerei AEW ed impieghi speciali                    |                                    |                                                                   |                                                                        |                    | |          |
| Gulfstream G550 CAEW                              | Stati Uniti Israele                | AEW                                                               | E-550A                                                                 | 3                  | 2 G550 CAEW ordinati a luglio 2012. Primo esemplare consegnato a dicembre 2016, secondo a gennaio 2018. Piattaforma costituita dal radar israeliano EL/W-2085 installato su un velivolo Gulfstream G550 di produzione statunitense. |          |
| Gulfstream L3 Harris EA-37 AISREW/Compass Call II | Stati Uniti                        | SIGINTguerra elettronica                                          | G550 AISREWEA-37B                                                      | 10                 | 8 G550 "green" ordinati a dicembre 2020 (da convertire in piattaforme C4ISTAR e CAEW). Ad agosto 2022 IAI ha ufficializzato il contratto per la fornitura di due G550 SIGINT, che saranno ottenuti riconvertendo due degli 8 aerei "green" indicati dal fabbisogno dell'AM. 2 EA-37B Compass Call II ordinati il 21 luglio 2025. |          |
| Beechcraft King Air 350                           | Stati Uniti                        | SIGINT                                                            | King Air 350ER                                                         | 1                  | Due esemplari presi in leasing, che a loro volta sostituiscono il Lockheed Martin AML Dragon Star anch'esso preso in leasing. |          |
| Alenia EC-27J JEDI                                | Italia                             | aereo da guerra elettronica                                       | EC-27J                                                                 | 3                  | 3 EC-27J JEDI (Jamming and Electronic Defense Instrumentation) ottenuti trasformando all'occorrenza 3 esemplari da trasporto, distinguibili da questa per la presenza di una serie di antenne sotto la fusoliera. |          |
| Aerei da pattugliamento marittimo                 |                                    |                                                                   |                                                                        |                    | |          |
| Leonardo Velivoli P-72 Surveyor                   | Italia                             | Aereo da pattugliamento marittimo                                 | P-72A                                                                  | 4                  | 4 ATR 72MP (ridesignati P–72A dalla forza aerea) ordinati (3 consegnati al dicembre 2018 ed uno al febbraio 2021), tutti in servizio al febbraio 2021. Il velivolo è caratterizzato dal sistema di missione ATOS (Airborne Tactical Observation and Surveillance), dal radar con antenna attiva a scansione elettronica (AESA) SEASPRAY 7300E, da una torretta elettro-ottica per il tracciamento all'infrarosso dei bersagli Flir Systems STAR SAFIRE HD, e di una suite di autodifesa elettronica comprendente dispenser chaff and flares, Missile Warning System, Laser Warning System e Radar Warning Receiver. Il P-72A è, infine, dotato delle predisposizioni per adottare armamento per la lotta antisom. |          |
| Aeromobili a pilotaggio remoto - UAV              |                                    |                                                                   |                                                                        |                    | |          |
| General Atomics MQ-9 Reaper                       | Stati Uniti                        | aeromobile a pilotaggio remoto                                    | MQ-9A Block 5                                                          | 5                  | 6 MQ-9A ordinati, rispettivamente 4 nel 2008 e 2 nel 2009. Veicoli potenzialmente armabili dopo la decisione USA di consentire anche all'Italia insieme al Regno Unito di armare i propri droni. Uno dei sei esemplari consegnati è andato perso il 20 novembre 2019 in Libia. L'8 settembre 2021 GA-ASI si è aggiudicata un contratto da 30,5 milioni di dollari per l'aggiornamento dei 5 MQ-9A allo standard Block 5, con completamento del programma previsto per il 31 gennaio 2023. Il primo MQ-9A aggiornato al nuovo standard è stato riconsegnato il 16 aprile 2025. |          |
| Aerei per rifornimento in volo                    |                                    |                                                                   |                                                                        |                    | |          |
| Boeing KC-767                                     | Stati Uniti                        | aereo per rifornimento in volo                                    | KC-767                                                                 | 4                  | 4 aerei ordinati nel 2002 e ricevuti a partire dal 2011 (il primo nel gennaio 2011, il secondo nel marzo 2011, mentre l'ultimo è stato consegnato il 20 gennaio 2012), che al maggio 2018 hanno ricevuto un aggiornamento del cockpit. |          |
| Aerei da trasporto                                |                                    |                                                                   |                                                                        |                    | |          |
| Lockheed Martin C-130J Super Hercules             | Stati Uniti                        | Aereo da trasporto                                                | C-130JC-130J-30                                                        | 610                | 22 esemplari (12 C-130J e 10 C-130J-30) ordinati nel 1997 e consegnati a partire dal 2000. Cinque aerei della versione standard possono essere riconfigurati nella versione aerocisterna KC-130J. Un esemplare della versione standard è andato distrutto in un incidente il 23 novembre 2009. Otto esemplari sono posti in riserva e di questi, sei sono stati messi in vendita dal governo italiano |          |
| Alenia C-27J Spartan                              | Italia                             | aereo da trasporto tattico                                        | C-27J                                                                  | 7                  | 12 C-27J ordinati, con consegne completate il 22 maggio 2009. 3 dei 12 C-27J possono essere trasformati nella versione EC-27J "JEDI" per la guerra elettronica. Inoltre, nella versione MC-27J può anche essere usato coma cannoniera volante, con l'aggiunta di una cannone da 30mm |          |
| Airbus A319CJ                                     | Unione europea                     | aereo da trasporto VIP                                            | VC-319A                                                                | 3                  | Inizialmente 4, il primo venduto alla Turchia. Dei tre rimasti, un esemplare è stato messo all'asta dal ministero della difesa nel marzo 2015, ma l'asta è andata deserta. Assieme agli altri mezzi, sono stati revisionati e ammodernati dall'Atitech a Napoli-Capodichino e rimessi tutti in servizio. |          |
| Dassault Falcon 50                                | Francia                            | aereo da trasporto                                                | VC-50A                                                                 | 2                  | 4 Falcon 50 consegnati a partire dal 27 novembre 1985. In via di radiazione. |          |
| Dassault Falcon 900                               | Francia                            | aereo da trasporto                                                | VC-900AVC-900B                                                         | 12                 | Inizialmente 3 Falcon 900EX furono consegnati nel biennio 1995-1997, e ridenominati VC-900A, seguiti nel 2005 da 2 Falcon 900EX-Easy II in seguito ridenominati VC-900B. I due esemplari sono stati poi donati alla Compagnia Aeronautica Italiana di Ciampino, una società di proprietà dei servizi segreti italiani. |          |
| Piaggio P180 Avanti                               | Italia                             | aereo da trasporto VIP                                            | VC-180A VC-180BP.180 EVO+                                              | 63                 | Utilizzato in via sperimentale per il conseguimento del brevetto di pilota militare su linea convenzionale (plurimotori) Ulteriori 9 P.180 EVO+ ordinati nell'aprile del 2019, cinque dei quali saranno in configurazione da trasporto, e quattro in configurazione radiomisure. 3 P180 EVO+ consegnati a novembre 2024. |          |
| Gulfstream G550                                   | Stati Uniti                        | aereo da trasporto                                                | C-550A                                                                 | 2                  | 8 G550 "green" ordinati a dicembre 2020 (da convertire in piattaforme C4ISTAR e CAEW) il primo dei quali consegnato il 7 marzo 2022. |          |
| Gulfstream G650                                   | Stati Uniti                        | aereo da trasporto                                                | G650ER                                                                 | 2                  | 4 G650ER in configurazione da trasporto ed aeroambulanza acquistati a dicembre 2024. Primi due esemplari consegnati agli inizi di aprile 2025. |          |
| Aerei da addestramento                            |                                    |                                                                   |                                                                        |                    | |          |
| Alenia Aermacchi M-346 Master                     | Italia                             | aereo da addestramento avanzato                                   | T-346A                                                                 | 21                 | 18 M-346A (denominati T-346A) consegnati. Inizialmente assegnati al 61º Stormo, sono stati trasferiti, insieme ad altri 4 esemplari (consegnati dal 2019) di proprietà di Leonardo presso l'International Flight Training School di Decimomannu. |          |
| Aermacchi MB-339                                  | Italia                             | aereo da addestramento avanzato                                   | T-339A-PANT-339CD                                                      | 930                | 107 tra MB-339A ed MB-339A-PAN ricevuti a partire dal 1982. Gli MB-339PAN sono usati dalla Pattuglia Acrobatica Nazionale. 30 MB-339CD ordinati nel 1995. Un esemplare appartenente alle Frecce Tricolori è stato perso in un incidente il 16 settembre 2023. Gli ultimi T-339A sono stati ritirati dal servizio il 12 giugno 2025, lasciando in servizio i soli esemplari (una decina) in carico alle Frecce tricolori. |          |
| Alenia Aermacchi Velivoli M-345                   | Italia                             | aereo da addestramento avanzato                                   | T-345A                                                                 | 6                  | 5 esemplari di preserie ordinati il 13 gennaio 2017. Prevista un'acquisizione di 45 velivoli. Ulteriori 13 esemplari sono stati ordinati a giugno 2019, con consegne a partire dal 2020. I primi due esemplari sono stati consegnati il 23 dicembre 2020. Per problemi tecnici le consegne erano state sospese dopo la consegna dei primi due aerei, ma sono riprese il 19 dicembre 2023 con la consegna di ulteriori 2 esemplari. All'aprile 2025 erano sei in totale gli esemplari consegnati. Gli aerei finora consegnati sono entrati ufficialmente in servizio il 12 giugno 2025. |          |
| Alenia Aermacchi SF-260                           | Italia                             | aereo da addestramento basico                                     | T-260B                                                                 | 29                 | 30 SF-260EA (Enhanced Aircraft) consegnati a partire dal 2004. |          |
| Piaggio P180 Avanti                               | Italia                             | aereo da addestramento linea plurimotori                          | T-180A                                                                 | 7                  | 4 utilizzati dal CAE-MC (Centro addestramento Equipaggi-Multi Crew) di Pratica di Mare per il conseguimento del brevetto di pilota militare su linea convenzionale (plurimotori). |          |
| Siai-Marchetti S-208                              | Italia                             | aereo da addestramentoaereo da collegamento                       | U-208M                                                                 | 18                 | 4 S.205M acquistati nel 1967, seguiti nel 1968 da 25 S.208M, standard al quale furono portati anche i primi quattro esemplari, ed infine da ulteriori 16 S.208M pertanto il totale a 45 esemplari. Utilizzato anche come traino alianti e per lo screening attitudinale degli allievi piloti. 20 S.208M aggiornati nei primi anni duemila, due esemplari sono andati persi in una collisione in volo il 7 Marzo 2023. |          |
| Elicotteri                                        |                                    |                                                                   |                                                                        |                    | |          |
| AgustaWestland HH-101 Caesar                      | Italia                             | C/SAR                                                             | HH-101A                                                                | 12                 | In produzione fino a 12 esemplari + 3 opzioni non ancora esercitate, di cui il primo esemplare è divenuto operativo il 25 febbraio 2016 a Cervia (Ravenna), sede del 15º Stormo, mentre il primo lotto di sei è stato consegnato entro il 2017. Gli esemplari più recenti sono contraddistinti da una nuova cromia più chiara che verrà applicata anche ad altri esemplari già in dotazione. |          |
| AgustaWestland HH-139                             | Italia                             | SAR                                                               | HH-139AHH-139B                                                         | 1317               | 13 HH-139A consegnati tra il 2012 e il 2014. Ulteriori 17 HH-139B sono stati ordinati a il 21 novembre 2019. A luglio 2021 è stato assegnato a Leonardo un contratto per l'aggiornamento dei primi 13 HH-139A alla variante HH-139B. Il primo esemplare dei 17 nuovi HH-139B è stato consegnato il 30 Novembre 2020. L'ultimo il 31 gennaio 2022. |          |
| AgustaWestland VH-139                             | Italia                             | elicottero da trasporto VIP                                       | VH-139A                                                                | 4                  | 4 consegnati a partire dal 31 maggio 2012. 2 sono stati presi in carico dal Dipartimento della Protezione Civile ed utilizzati in via sperimentale per la fase avanzata del brevetto di pilota militare. |          |
| Breda Nardi NH 500                                | Italia Stati Uniti                 | Elicottero da collegamentoelicottero da addestramento             | TH-500ETH 500B                                                         | 427                | 50 NH-500E consegnati a partire dal 1990. Utilizzato per la fase intermedia del brevetto di pilota militare per la linea elicotteri dell'aeronautica militare e per il conseguimento del brevetto di pilota di elicottero per altre forze armate e corpi dello stato. |          |
| Altri aeromobili                                  |                                    |                                                                   |                                                                        |                    | |          |
| Grob G 103 Twin Astir                             | Germania                           | aliante da addestramento                                          | G-103                                                                  | 8                  | |          |
| Sportinė Aviacija LAK-17                          | Lituania                           | aliante da addestramento                                          | UG-17                                                                  | 2                  | |          |
| Schempp-Hirth Nimbus-4                            | Germania                           | aliante da addestramento                                          | G-4                                                                    | 2                  | |          |

## Aeromobili ritirati
- Aerfer Ariete - 3 prototipi (1958-?)
- Aerfer Sagittario 2 - 2 prototipi (1956-1958)
- Aeritalia G-91Y - 67 esemplari (1970-1994)
- Aeritalia F-104S Starfighter - 205 esemplari (1969-2005)
- Aermacchi AL-60 - 1 esemplare (1962-1962)
- Aermacchi MB.308 - 81 esemplari (1948-1954)
- Aermacchi MB.323 - 1 prototipo (1952)
- Aermacchi MB-326 - 140 esemplari (1961-1990)
- Aermacchi MB-339A - 97 esemplari (1982-2025)[104][106]
- Aeronautica Lombarda CVV 6 Canguro - 32 esemplari (1946-1986)
- Agusta A101G - 1 prototipo (1969-1971)
- Agusta A102 - 3 esemplari (1960-1961)
- Agusta A105 - 2 prototipi (1960-1962)
- Agusta A.Z.8 - 1 prototipo (1959-1963)
- AMX International A-11B Ghibli - 110 esemplari (1989-2024)[140][141][142][143]
- AMX International TA-11B Ghiblí - 26 esemplari (1989-2024)[140][141][142][143]
- Agusta Bell HH-212A - 35 esemplari (1979-2024)[144][145][146]
- Agusta HH-3F Pelican - 35 esemplari (1977-2014)[147]
- Agusta SH-3D/TS Sea King - 2 esemplari (1975-2012)[148]
- Agusta Bell AB.47 G2 - 35 esemplari (1954-1990)
- Agusta Bell AB.47J - 93 esemplari (1954-1990)
- Agusta-Bell AB-204-B - 43 esemplari (1961-1984).[149]
- Airbus 319-100 - 1 esemplare (2000-2005)[150]
- Airbus A340-500 – 1 esemplare in leasing (2016-2018)[151][152][153]
- Alaparma AM.11 Albatross - 1 prototipo (1954-)
- Alaparma AM.12 Argentina - 2 esemplari (?-?)[154]
- Alaparma AM-75 Baldo - 10 esemplari (1948-1951)
- Alenia G.222 - 44 esemplari (1978-2007)[155][156]
- AVIA FL.3 - 10 esemplari (1946-1952)
- Avionica Rio CVV 8 Bonaventura - 2 esemplari (1984-1996)[157]
- Beechcraft C-45 Expediter - 125 esemplari (1949-1979)
- Bell 47D-1 - 3 esemplari (1950-1954)
- Bell OH-13H - 10 esemplari (1976-1990)[158]
- Bell P-39N/Q Airacobra - 14 esemplari (1946-1950)
- Boeing B707T/T - 4 esemplari (1992-2008)[79][159]
- Boeing 767-200 - 1 esemplare in leasing (2008-2011)[160]
- Breda-Pittoni B.P.471 - 1 prototipo (1950-1954)
- Breda Zappata B.Z.308 - 1 prototipo (1951-1954)
- Breguet Br-1150 Atlantic - 18 esemplari (1971-2017)[161][162]
- Canadair CL-13 Sabre MK 4 (F-86E) - 179 esemplari (1956-1976)
- CANT Z-501 Gabbiano - 1 esemplare (1946-1948)
- CANT Z.506S Airone - 37 esemplari (1946-1958)
- Caproni Ca.100 - 4 esemplari (1946-1950)
- Caproni Ca.133 - 3 esemplari (1946-1948)
- Caproni Ca.164 - 6 esemplari (1946-1948)
- Caproni Ca.193 - 1 prototipo (1949-1952)
- Caproni Ca.313 - 4 esemplari (1946-1948)
- Caproni Ca.314 - 13 esemplari (1946-1948)
- Caproni Trento F.5 - 1 prototipo (1953-1954)
- Caproni Vizzola A-21S CALIF - 2 esemplari (?-2006)
- Convair 440 - 4 esemplari (1957-1978)[163]
- Curtiss SB2C-5 Helldiver - 42 esemplari (1950-1959)
- de Havilland DH.100 Vampire F.3 - 3 esemplari (1949-?)
- de Havilland DH.100 Vampire FB.5 - 5 esemplari (1950-?)
- de Havilland DH.100 Vampire FB.52/52A - 246 esemplari (1950-1960)
- de Havilland DH.100 Vampire NF.54 - 14 esemplari (1951-1959)
- de Havilland DH.112 Venom FB.50 - 2 esemplari (1953-?)
- Douglas C-47 Dakota/Skytrain - 14 esemplari (1950-1990)[164]
- Douglas C-53 Skytrooper - 8 esemplari (1959-1990)
- Douglas DC-6 - 6 esemplari (1962-1981)
- Douglas DC-9-30 - 2 esemplari (1974-2001)[165]
- Fairchild C-119G Flying Boxcar - 36 esemplari (1953-1979)[166]
- Fairchild C-119J Flying Boxcar - 25 esemplari (1964-1974)
- Fairchild UC-61K Forwarder - 4 esemplari (1947-1951)
- Fiat G.8 - 36 esemplari (1946-1950)
- Fiat G.12 - 21 esemplari (1946-1956)
- Fiat G.46 - 143 esemplari (1949-1959)
- Fiat G.49 - 2 prototipi (1953)
- Fiat G.55 Centauro - 20 esemplari (1946-1950)
- Fiat G.59-4B - 173 esemplari (1950-1957)
- Fiat G.80-3B - 5 esemplari (1951-1955)
- Fiat G.82 - 6 esemplari (1954-1957)
- Fiat G.91 - 31 esemplari (1968-1981)
- Fiat G.91R - 97 esemplari (1959-1992)[167]
- Fiat G.91T/1 - 103 esemplari (1964-1995)[168]
- Fiat G.212 - 11 esemplari (1947-1952)
- Fiat RS.14 - 7 esemplari (1946-1948)
- General Atomics MQ-1A+ Predator - 6 esemplari (2005-2022)[74][169]
- General Atomics MQ-1C ER Predator - 2 esemplari (2015-2022)[74][169]
- General Dynamics F-16ADF Fighting Falcon - 30 esemplari in leasing (2003-2012)
- General Dynamics F-16B Fighting Falcon - 4 esemplari in leasing (2003-2012)
- Grumman HU-16A Albatross - 13 esemplari (1958-1979)
- Grumman S-2F Tracker - 45 esemplari (1959-1978)[170]
- Gulfstream Aerospace Gulfstream III - 2 esemplari (1985-2003)
- Lockheed Martin AML Dragon Star - 1 esemplare in leasing (2012-2015)
- Helio H.359B Courier - 1 esemplare (1961-1982)
- Hughes H.500M - 1 esemplare (1967-?)
- IMAM Ro.41 - 25 esemplari (1949-1952)
- LET L-13 Blanik - 3 esemplari (1977-1999)
- Lockheed C-130H Hercules - 14 esemplari (1972-2003)
- Lockheed F-104G Starfighter - 105 esemplari (1963-1994)[171]
- Lockheed F-104S Starfighter - 208 esemplari (1969-2004)[172]
- Lockheed RF-104G Starfighter - 20 esemplari (1971-1997)
- Lockheed TF-104G Starfighter - 30 esemplari (1965-2005)
- Lockheed F-5 Lightning - 69 esemplari (1950-1957)
- Lockheed P-38L Lightning - 21 esemplari (1946-1952)
- Lockheed PV-2 Harpoon - 22 esemplari (1953-1959)
- Lockheed T-33A Shooting Star - 75 esemplari (1952-1982)
- Lockheed RT-33 Shooting Star - 15 esemplari (1955-1980)
- Macchi M.416 - 178 esemplari (1948-1954)
- Macchi M.C.200 Saetta (1946)
- Macchi M.C.202 Folgore (1946-1948)
- Macchi C.205V Veltro (1946-1951)
- Martin A.30 Baltimore - 28 esemplari (1946-1947)
- Meteor MS-21 Gabbiano - 1 esemplare (?-?)[173]
- Nardi FN.305 13 esemplari (1946-?)
- North American F-86K Sabre - 147 esemplari (1955-1973)
- North American P-51D Mustang - 173 esemplari (1947-1958)
- North American T-6 Texan - 238 esemplari (1949-1979)[174]
- Panavia Tornado ADV - 24 esemplari in leasing (1995-2004)[50]
- Percival Proctor - 2 esemplari (1946-1948)
- Piaggio P.136 - 23 esemplari (1951-1961)
- Piaggio P.148 - 70 esemplari (1951-1979)
- Piaggio P.149PD - 2 prototipi (1953-1977)
- Piaggio P-166M - 51 esemplari (1961-1998)[175]
- Piaggio P-166DL3 APH - 6 esemplari (1985-2010)[175]
- Piaggio-Douglas PD-808 - 34 esemplari (1966-2003)[176]
- Republic F-47D Thunderbolt - 77 esemplari (1950-1954)
- Republic F-84G Thunderjet - 254 esemplari (1952-1957)
- Republic F-84F Thunderstreak - 194 esemplari (1956-1972)
- Republic RF-84F Thunderflash - 78 esemplari (1956-1974)
- SAI Ambrosini Sagittario I - 1 prototipo (1952-1954)
- SAI Ambrosini S.7 - 145 esemplari (1949-1958)
- SAI Ambrosini Super S.7 - 2 prototipi (?-?)
- SAI Ambrosini S.1001 Grifo - 3 esemplari (1948-1950)
- Saiman 200 - 1 esemplare (1946-1947)
- Saiman 202 - 31 esemplari (1946-1951)
- Saiman 204 - 1 esemplare (1946-?)
- Savoia-Marchetti S.M.75 - 3 esemplari (1946-1949)
- Savoia-Marchetti S.M.79 Sparviero - 24 esemplari (1946-1955)
- Savoia-Marchetti S.M.82PW Marsupiale - 20 esemplari (1946-1960)
- Savoia-Marchetti S.M.84 - 11 esemplari (1946-1948)
- Savoia-Marchetti S.M.95 - 3 esemplari (1946-1953)
- SIAI-Marchetti SM.102 - 21 esemplari (1951-1959)
- SIAI-Marchetti SF-260AM - 45 esemplari (1977-2009)
- Sikorsky UH-19 Chicksaw - 6 esemplari (1959-1967)
- Silvercraft SH-4 - 2 esemplari (1969-1972)
- Stinson L-5 Sentinel - 119 esemplari (1947-1961)
- Supermarine Spitfire Mk V (1946-1948)
- Supermarine Spitfire LF Mk IXe - 137 esemplari (1946-1952)
- Tecnam T-2006A Twin - 3 esemplari in leasing (2016-2019).[177][178]
- Temco TE-1A Buckaroo - 1 esemplare (1950-?)
- Westland WS-51 Dragonfly - 3 esemplari (1953-1957)

## Aeromobili futuri
Global Combat Air Programme

## Basi operative

### Aeroporti sedi di reparti operativi su aeromobili
- Aeroporto Militare "Orazio Pierozzi" (Brindisi)
- Aeroporto Militare "Urbano Mancini" (Cervia)
- Aeroporto Militare "Giovanni Battista Pastine" (Ciampino)
- Aeroporto Militare "Giovanni Farina" (Decimomannu)
- Aeroporto Militare "Girolamo Moscardini" (Frosinone)
- Aeroporto Militare "Antonio Ramirez" (Gioia del Colle)
- Aeroporto Militare "Luigi Rovelli" (Foggia/Amendola)
- Aeroporto Militare "Luigi Olivari" (Ghedi)
- Aeroporto Militare "Carlo Romagnoli" (Grazzanise)
- Aeroporto Militare "Corrado Baccarini" (Grosseto)
- Aeroporto Militare "Alfredo Barbieri" (Guidonia)
- Aeroporto Militare "Vittorio Bragadin" (Istrana)
- Aeroporto Militare "Enrico Comani" (Latina)
- Aeroporto Militare "Fortunato Cesari" (Lecce/Galatina)
- Aeroporto Militare "Arturo dall'Oro" (Pisa)
- Aeroporto Militare "Mario de Bernardi" (Pratica di Mare)
- Aeroporto Militare "Mario Visintini" (Rivolto)
- Aeroporto Militare "Cosimo di Palma" (Sigonella)
- Aeroporto Militare "Livio Bassi" (Trapani/Birgi)

### Aeroporti sedi di altri reparti non di volo
- Aeroporto Militare "Mario Aramu" (Alghero)
- Aeroporto Militare "Pagliano e Gori" (Aviano)
- Aeroporto Militare "Jacopo Calò Carducci" (Bari/Palese Macchie)
- Aeroporto Militare "Luigi Bourlot" (Bracciano/Vigna di Valle)
- Aeroporto Militare "Natale e Silvio Palli" (Cameri)
- Aeroporto Militare "Mario Ugo Gordesco" (Furbara)
- Aeroporto Militare "Ugo Niutta" (Napoli/Capodichino)
- Aeroporto Militare "Italo d'Amico" (Pantelleria)
- Aeroporto Militare "Gaetano Mazza" (Piacenza/San Damiano)
- Aeroporto Militare "Francesco Baracca" (Roma/Centocelle)
- Aeroporto Militare "Giannino Ancillotto" (Treviso)
- Aeroporto Militare "Giuseppe Gaeta" (Verona/Villafranca)
- Aeroporto Militare "Tommaso Fabbri" (Viterbo)

### Aeroporti dismessi
- Aeroporto Militare "Antonio Locatelli" (Bergamo/Orio al Serio) (1978)
- Aeroporto Militare "Pietro Serini" (Brescia/Montichiari) (2007)
- Aeroporto Militare "Mario Mameli" (Cagliari/Elmas) (2015)
- Aeroporto Militare "Ignazio Lanza di Trabia" (Catania/Fontanarossa) (1971)
- Aeroporto Militare "Vincenzo Magliocco" (Comiso) (2008)
- Aeroporto Militare "F. e G. Notarbartolo" di Palermo-Boccadifalco (2008)
- Aeroporto Militare (Lampedusa) (1975)[179]
- Aeroporto Militare "Gino Allegri" (Padova) (2019)
- Aeroporto Militare "Giannetto Vassura" (Rimini/Miramare) (2009)
- Aeroporto Militare "Luigi Bologna" (Taranto/Grottaglie) (1982)
- Aeroporto Militare "Livio Bassi" (Trapani/Chinisia) (1978)
- Aeroporto Militare "Tommaso dal Molin" (Vicenza) (2008)

### Altre basi

Elicottero Agusta-Bell AB-212AM MM81151 della 651ª Squadriglia Collegamenti e Soccorso, 51º Stormo

- Base "Aristide de Vincenti" di Borgo Piave
- Base aerea di Poggio Renatico
- Distaccamento aeroportuale di Pantelleria
- Distaccamento Aeroportuale Lampedusa[180]

## Armamento
Missili aria-aria
L'Aeronautica Militare Italiana ha acquistato:
- missili a guida I.R. ed ottica IRIS-T a corto raggio;
- missili a guida I.R. AIM-9 Sidewinder versione L e X a corto raggio;[181]
- missili a guida radar AIM-120 AMRAAM B e C8 a medio raggio per gli EF-2000 Eurofighter Typhoon e gli F-35 Lightning II:[182]
- missili a guida radar Meteor a lungo raggio per gli EF-2000 Eurofighter Typhoon.

### Bombe
- 70-90 Bombe nucleari B61 (sono di proprietà USA, assegnate al 6 Stormo nell'ambito del programma di condivisione nucleare NATO).
- Bombe GBU-39 Small Diameter Bomb.[183][184]
- Bombe GBU-53/B Small Diameter Bomb II.[185]
- Vari modelli di bombe del tipo GBU (Guided Bomb Unit), con sistema di guida laser.
- Vari modelli di bombe del tipo JDAM (Joint Direct Attack Munition), con sistema di guida GPS.

### Missili aria-terra
L'Aeronautica Militare Italiana ha acquistato:
- un lotto di 200 missili aria-terra SCALP EG o Storm Shadow. Una parte di essi è stata impiegata in Libia nel 2011 contro obiettivi ben fortificati, dimostrando la precisione e l'efficacia della doppia testata. Il Ministero della Difesa italiano sta valutando l’acquisto di un ulteriore lotto di 200 missili SCALP
- missili aria-terra AGM 88 HARM, per la soppressione delle difese aeree nemiche. Una parte di essi è stata impiegata contro le difese aeree in Libia nel 2011;
- missili antinave AS 34 Kormoran, di tali armi ne erano state acquistate 40-60 unità che sono state dismesse per obsolescenza, probabilmente nel primi anni 2000.

### Missili terra-aria
- Sistema missilistico Spada.
- Sistema missilistico SIRIUS CAMM-ER (previste 4 batterie).[186]
- Sistema missilistico FSAF SAMP/T (previste 15 batterie).[187][188][189]
- Sistema missilistico GRIFO (previste 24 unità di fuoco)

## Unità particolari

### Forze per operazioni speciali
Un reparto dell'Aeronautica Militare fa anche parte delle forze speciali italiane (TIER 1): si tratta del 17º Stormo incursori.
Inoltre un'unità offre il supporto operativo delle operazioni speciali (SOOS - TIER 2), il 9º Stormo "Francesco Baracca" con gli elicotteri AB-212. Entrambe le unità fanno parte della 1ª Brigata aerea "operazioni speciali", posta alle dipendenze del Comando interforze per le operazioni delle forze speciali.

### Truppe aviotrasportate

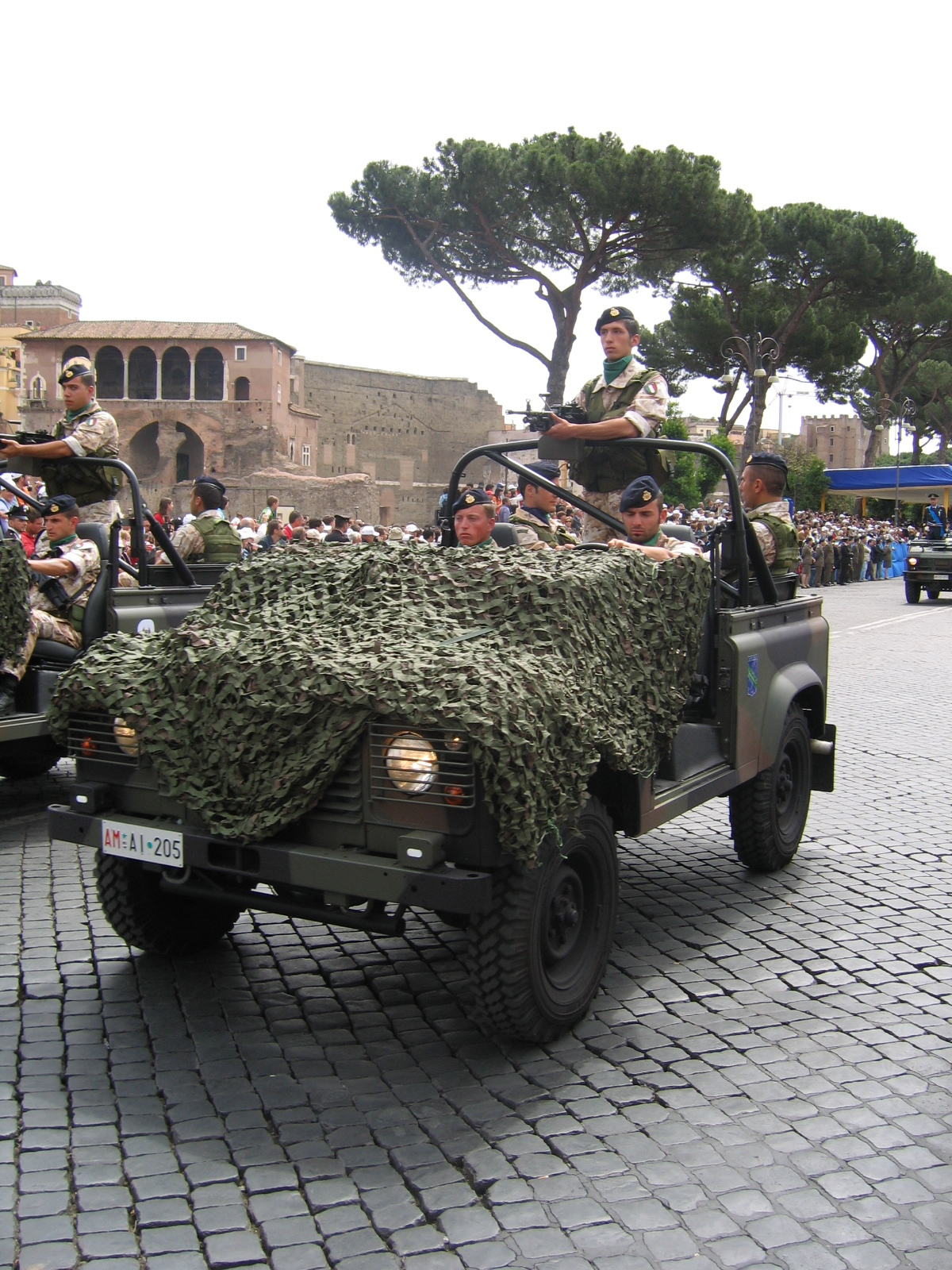
Fucilieri dell'aria

A livello di truppe aviotrasportate vi sono il 16º Stormo "Protezione delle Forze" e il gruppo fucilieri del 9º Stormo.

## Festa dell'Aeronautica Militare
La festa dell'Aeronautica Militare italiana si celebra il 28 marzo e ricorda l'istituzione della Regia Aeronautica, nel 1923, fondata da Re Vittorio Emanuele III di Savoia; nel 1946 la Regia Aeronautica assumerà il nome di Aeronautica Militare. In vista del centenario (1923-2023), l'Aeronautica Militare ha lanciato un'iniziativa che prevede eventi in 14 città italiane: Lecce, Caserta, Forlì, Trieste, Alghero, Catania, Foggia, Foligno, Verona, Bari, Genova, Varese, Gorizia, Torino. In occasione del centenario sono stati decorati circa 100 automezzi su gomma con una grafica commemorativa e comparativa tra il primo velivolo e quelli di ultima generazione.

## Attacchi informatici
Negli ultimi anni, l’aeronautica ha subito diversi attacchi informatici ai propri sistemi: nel giugno del 2016, il gruppo russo APT28, avrebbe portato avanti un attacco ai server della forza armata, con lo scopo di trafugare segreti sugli F-35.
La violazione sarebbe stata tuttavia superficiale, andando a colpire solamente la posta elettronica:
nel 2014 durante un congresso a Dubai, sarebbero stati presi di mira alcuni funzionari ai quali, dopo un lungo periodo, è stata inviata un mail malevola contenente uno spyware, che ha permesso agli hacker di entrare nei sistemi.
Nell’ottobre 2023, il gruppo Mysterious Team Bangladesh ha portato avanti un attacco DDoS al sito web dell’organizzazione militare, rallentando i relativi sistemi: in primo luogo, sarebbero stati però colpiti quattro aeroporti italiani. Le violazioni, tuttavia, non avrebbero portato a gravi conseguenze.
Annualmente, il Reparto Sistemi Informativi Automatizzati, porta avanti le edizioni della Cyber Eagle: una esercitazione condotta dall’Aeronautica con gli obiettivi di addestrare la catena di allertamento in caso di gravi attacchi ai sistemi e di collaudare nuove tecnologie per contrastare minacce informatiche.

## Guerra elettronica
La 9ª Brigata aerea ISTAR-EW coordina in ambito addestrativo, esercitativo ed operativo i settori guerra elettronica e "ISTAR" (raccolta ed elaborazione dati e ricerca tecnico-scientifica per l'intelligence).

## Moneta Commemorativa

2 Euro commemorativo

La commissione Europea ha approvato la coniazione di una moneta commemorativa da 2 euro per l'anno 2023 in occasione del 100º Anniversario dell'Aeronautica Militare Italiana. La moneta raffigura al dritto il logo dell'Anniversario dei 100 Anni dell'Aeronautica Militare con le data 2023/1923. La tiratura prevista è di 3 milioni di copie.

## Onorificenze concesse alla Bandiera di guerra dell'Aeronautica Militare
A partire dalla prima guerra mondiale, la bandiera ha ricevuto diverse decorazioni. Tra di esse spiccano le due medaglie d'oro al valor militare attribuite per la campagna dell'Africa Orientale Italiana e per il contributo dato durante la seconda guerra mondiale e la resistenza.
L'elenco delle decorazioni ricevute è il seguente (aggiornamento al gennaio 2024):
- 6 Croci di Cavaliere dell'Ordine militare d'Italia (di cui 1 già dell'Ordine militare di Savoia)
- 2 Medaglie d'oro al valor militare
- 4 Medaglie d'argento al valor militare
- 1 Croce di guerra al valor militare
- 1 Medaglia d'oro al valor aeronautico
- 1 Medaglia d'oro al valor civile
- 2 Medaglie d'argento al valor civile
- 1 Medaglia d'oro al merito civile
- 1 Medaglia d'argento al merito della Croce Rossa Italiana
- 1 Medaglia d'oro per i benemeriti della salute pubblica
- 1 Medaglia d'oro al merito della sanità pubblica

### Atti normativi
- Decreto legislativo 15 marzo 2010, n. 66, in materia di "Codice dell'ordinamento militare."
- Decreto del presidente della Repubblica 15 marzo 2010, n. 90, in materia di "Testo unico delle disposizioni regolamentari in materia di ordinamento militare."